# 澳門巴士17路線
澳門巴士17路線是由新福利經營，往返白鴿巢和宋玉生廣場的巴士路線。

## 簡介及歷史
- 1987年9月18日，因應澳門政府實施「大巴行大路，小巴行小路」的政策，澳巴開辦本線及18路線，以填補有關道路的交通空白。每程收費0.7元，總站為白鴿巢總站，營運時間為07:00-19:48。澳巴於首日行車優待乘客免費乘車。
  - 初期走線：賈梅士花園（白鴿巢）- 連勝街 - 連勝馬路 - 美副將馬路 - 士多鳥拜斯馬路（二龍喉）- 得勝馬路 - 東望洋新街 - 葡京路 - 友誼馬路 - 南灣街 - 水坑尾 - 荷蘭園 - 阿豐素雅布基街 - 賈伯樂提督街 - 高園街 - 牌坊（大三巴牌坊）- 花王堂街 - 賈梅士花園（白鴿巢）

- 1991年夏季，本線仍設有非空調巴士，冷氣巴士每程收費1.5元，非空調巴士每程收費1.2元。是澳門半島最後一條仍設有非空調巴士的路線。

- 1994年8月，不再途經澳督府，改為以港澳碼頭為終點站。

- 2001年5月，延伸至皇朝廣場、觀音像、文化中心。

- 2008年12月7日起，往白鴿巢方向取消行經騎士馬路，新增行經關閘隧道返回關閘後按原線行駛。[1]

- 2010年9月，由於教業中學校址遷移，為解決白鴿巢總站內有大量教業中學學生乘坐本線，導致餘下站點乘客上不到車的問題，澳巴站長曾在07:30左右派出特班車，由白鴿巢總站直接前往宋玉生廣場，途經歸橋總會、松山隧道，巴士顯示屏以「專車」顯示，快速疏導教業中學上學的學生。

- 2011年8月1日，本線改由新福利經營。

- 2012年9月15日起，民政總署整治白鴿巢前地，因此總站臨時往鏡湖醫院方向遷移約100米（近佳景門口）。[2]

- 2013年3月16日起，為減輕拱形馬路交通壓力，取消停靠「三角花園」站。

- 2013年5月4日起，本線恢復使用「白鴿巢總站」。[3]

- 2016年1月16日，調整本線服務時間為05:30-00:50，班距為6-10分鐘。

- 2016年11月18日，因應路面實際情況及客況，安排本線的部分班次以跳站形式運行，若關閘周邊道路擁塞嚴重時，將由關閘總站開出後跳站至“提督馬路／雅廉訪”站後繼續原線行駛，致力維持其後站點的班次穩定。[4]

- 2017年4月22日，取消停靠「慕拉士／發電廠」、「東北大馬路／海濱」站，改停靠「東北大馬路／南澳」站。

- 2017年8月23日，颱風天鴿襲澳，關閘總站受到嚴重風暴潮破壞，暫不停靠此站。

- 2018年2月3日，取消停靠“觀音蓮花苑”站。[5]

- 2018年12月15日，恢復停靠關閘總站。

- 2020年11月30日起，本線開設尖峰時段特班車路線，往返新口岸／科英布拉街和關閘。[6]

- 2020年12月底至2021年4月3日，受慕拉士大馬路下水道工程影響，暫不停靠「水塘北角／勞工事務局」、「東北大馬路／南澳」站，並臨時停靠「黑沙環新街／南華」站。

- 2021年1月18日起，本線全線改用中、小巴車型混合行駛，原線行駛至賈伯樂提督圓形地後，暫不停靠「新勝街」站，改經高園街臨時停靠「高園街臨時站」後按原線回總站。另外亦需繞經友誼大馬路、廣州街、拱形馬路等。[7]

- 2021年5月4日至28日，因加思欄新馬路道路工程影響，期間「愕斜巷／山頂醫院」及「嘉思欄花園」站暫停使用，臨時停靠「東望洋斜巷」、「水坑尾／方圓廣場」及「八角亭」站。

- 2021年8月3日下午起，因應政府啟動分區分級精準防控機制而實施封路措施，本線取消停靠「白鴿巢總站」、「新勝街」和「連勝／鏡湖醫院」，並改為「鏡湖醫院」站為臨時總站。而當天晚上起，再由「鏡湖醫院」站再改為「關閘總站」為臨時總站，直至8月4日首班車起恢復原線行駛。[8]

- 2021年9月12日，因應2021年澳門立法會選舉點票工作，「白鴿巢總站」停用，總站改為「高園街」旅遊巴上落客區，上車點設於佳景樂園門前之臨時站。

- 2021年11月27日起，為配合站點分流，改停靠位於近於近東南亞商業中心增設的「宋玉生廣場／東南亞」站。[9]

- 2022年5月28日起，取消停靠「賈羅布／葡京」站。[10]

- 2022年6月19日09:30至23:50，因應賈伯樂提督街柏威大廈第二座實施臨時封控措施，「東南小學」站暫停使用。[11]

- 2022年6月29日至7月13日，因應二龍喉街的臨時交通安排，暫不停靠“陳瑞祺中學”、“粵華中學”、“愕斜巷／山頂醫院”站、“加思欄花園”，改停靠“得勝花園”、“塔石廣場”、“水坑尾／方圓廣場”、“八角亭”站。[12]

- 2022年7月11日至17日，因實施「全澳相對靜止管理」措施，本線暫停營運。[13]

- 2022年7月18日至22日，因宣佈延長“相對靜止管理”措施，本線維持上述措施。[14]

- 2022年7月23日起，因“相對靜止管理”結束，本線恢復營運。[15]

- 2022年8月6日至30日，因應市政署開展“雅廉訪大馬路排洪雨水管道下游管段擴容工程”，本線暫不停靠“提督馬路／雅廉訪”、“幸運閣”、“賈伯樂／培正”、“賈伯樂／沙嘉都喇”、“東南小學”，改停靠“高士德／連勝”、“高士德／賈伯樂”、“社會工作局”。[16][17]

- 2022年12月3日起，受外港新填海區25地段公共辦公大樓建造工程開展，永久取消停靠“澳門文化中心”站。[18][19][20]

- 2023年4月22日起，恢復停靠「新勝街」站。[21]

- 2023年12月25日至28日20:00至翌日07:00期間，因得勝馬路進行路面重鋪工程，暫不停靠“陳瑞褀中學”、“粵華中學”、“愕斜巷／山頂醫院”、“加思欄花園”站，改停靠“得勝花園”、“塔石廣場”、“水坑尾／方圓廣場”、“八角亭”站。[22]

- 2024年5月6日至8日，因新勝街進行路面工程，暫不停靠“新勝街”站、“白鴿巢總站”，總站改為「高園街」旅遊巴上落客區，上客站設於“連勝／鏡湖醫院”站。[23]

- 2024年6月1日起，取消停靠「馬場北大馬路」站；而「馬場東大馬路」站往馬場北大馬路方向遷移。[24]

- 2024年9月7日起，「加思欄花園」站改名為「加思欄／公共衛生專科大樓」。

## 使用車輛

### 澳巴時期
- 本線開辦初期至2006年：日產Civilian小巴
- 2005年起： 澳巴再度購入十輛全新日本製造「日野」RX4JFEA豪華型自動波雙門中巴，新購置的巴士於8月份全面投入服務，並行駛本線

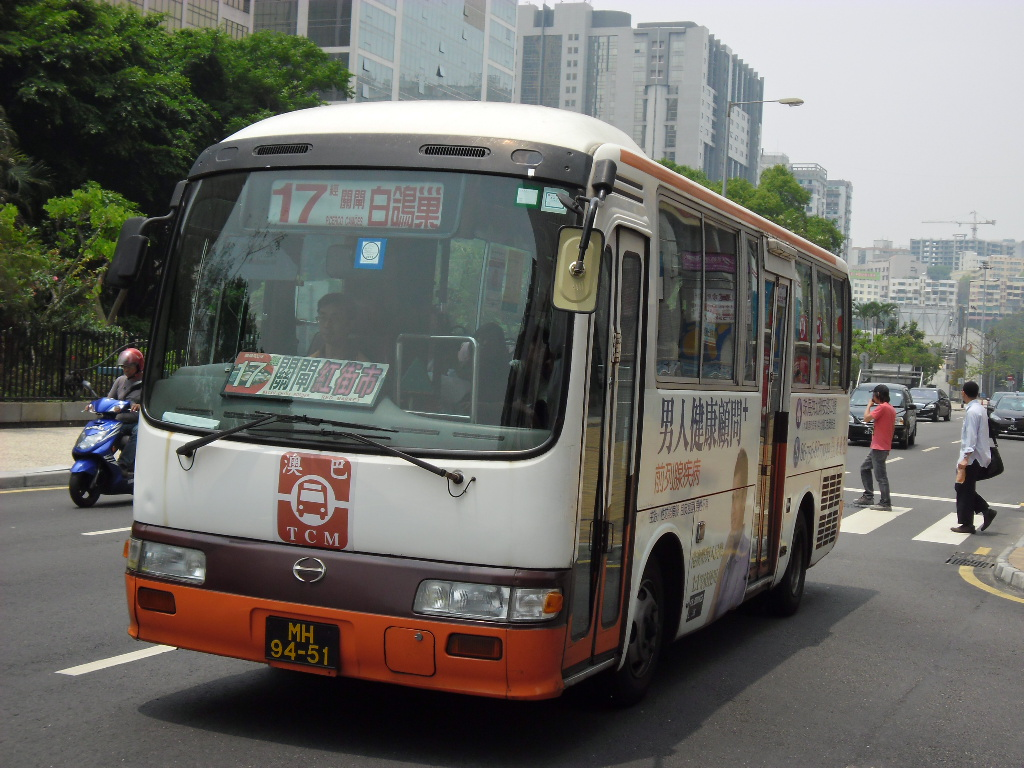
2006年 - 2011年8月1日：Hino Liesse小巴
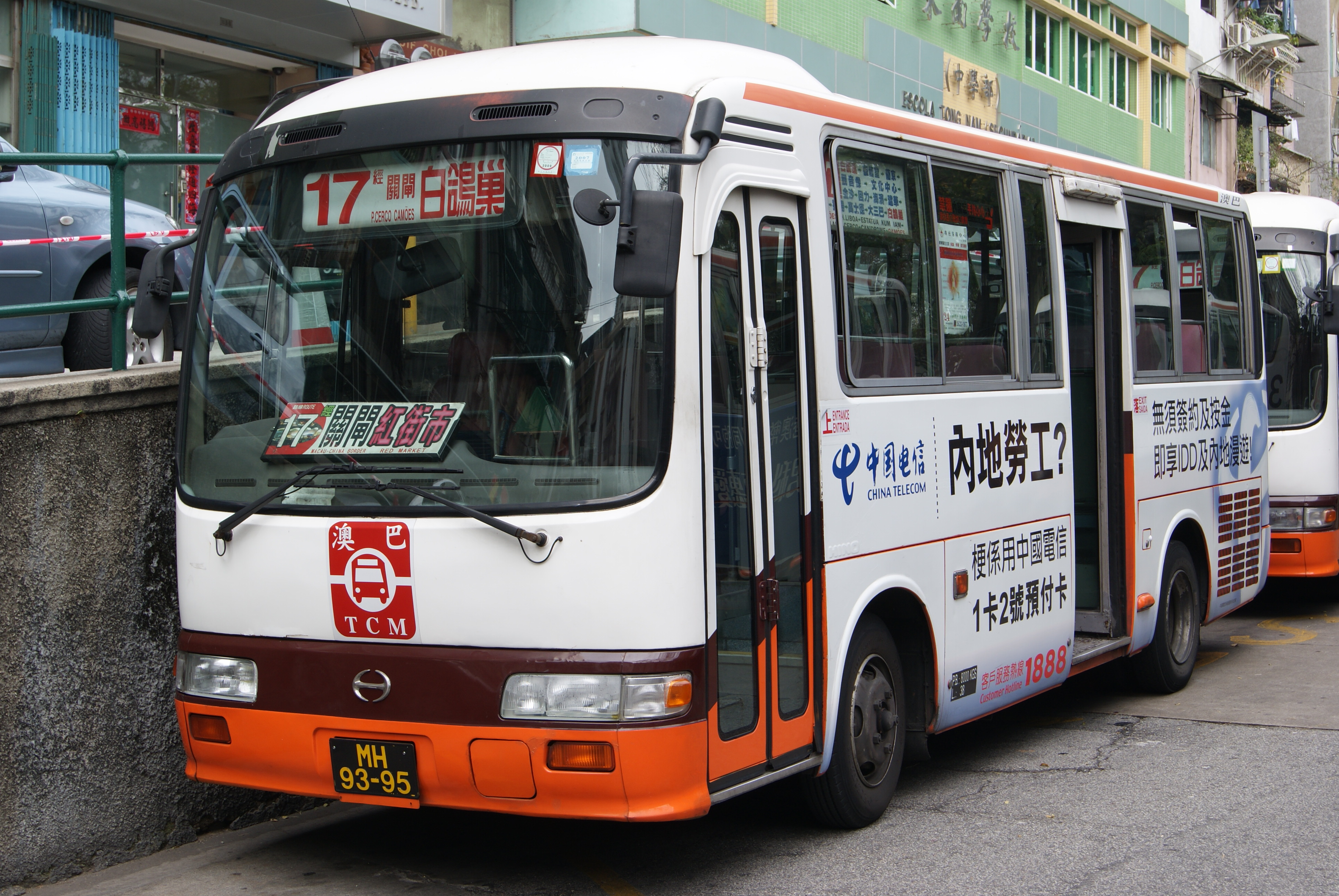
間中派出豐田Coaster小巴

### 新福利時期
2011年至2021年1月17日：

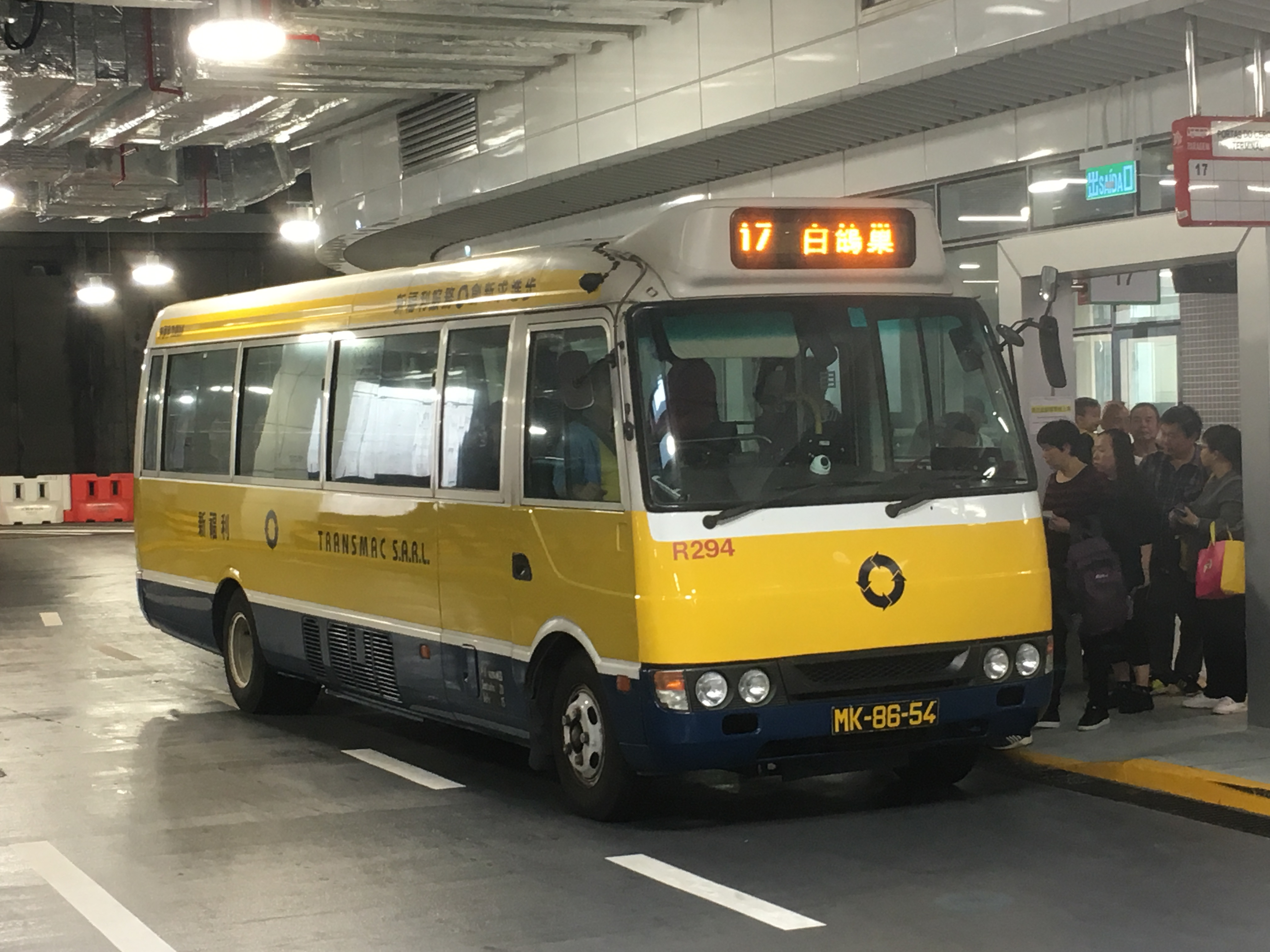
三菱Rosa
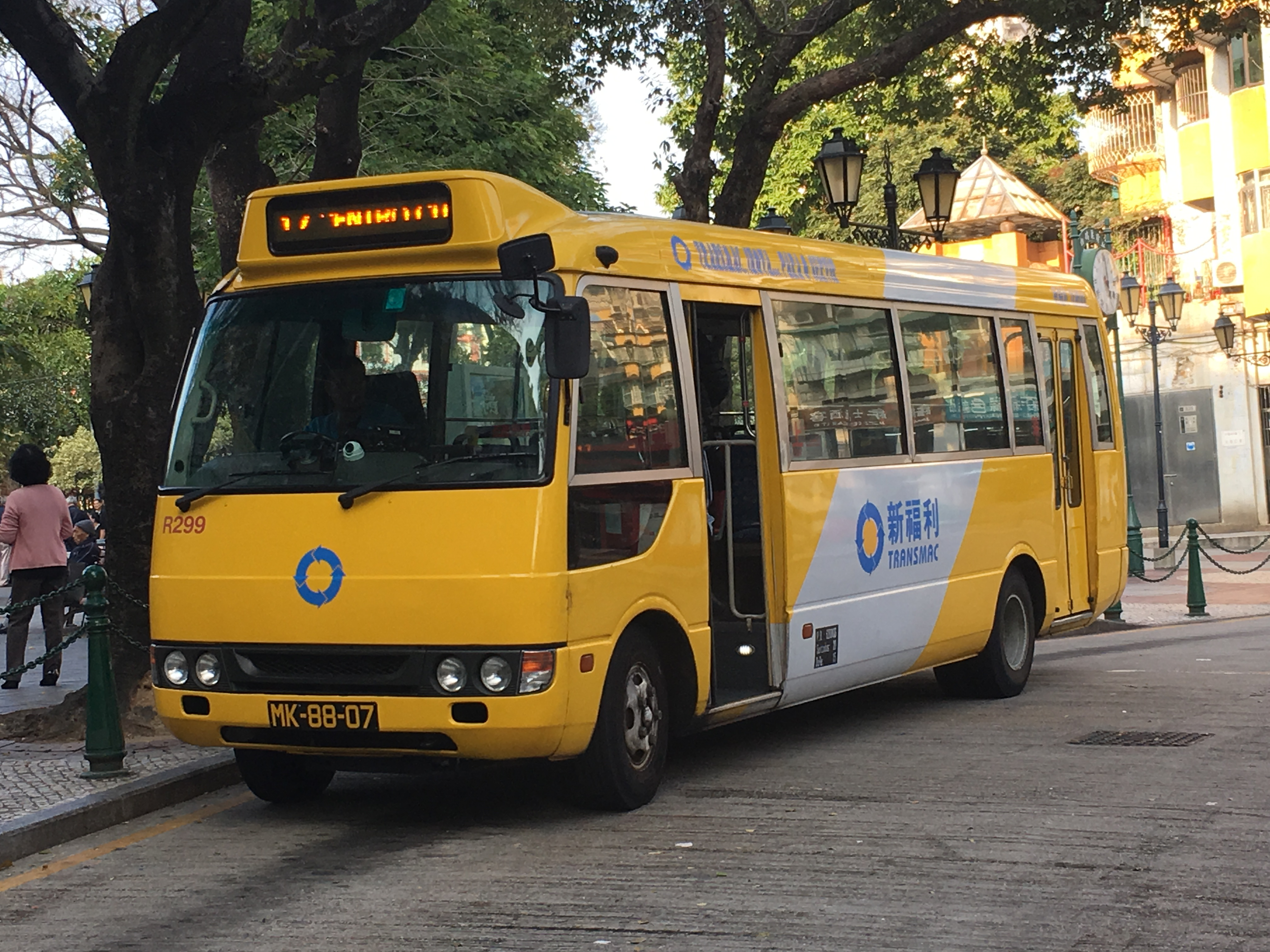
三菱Rosa
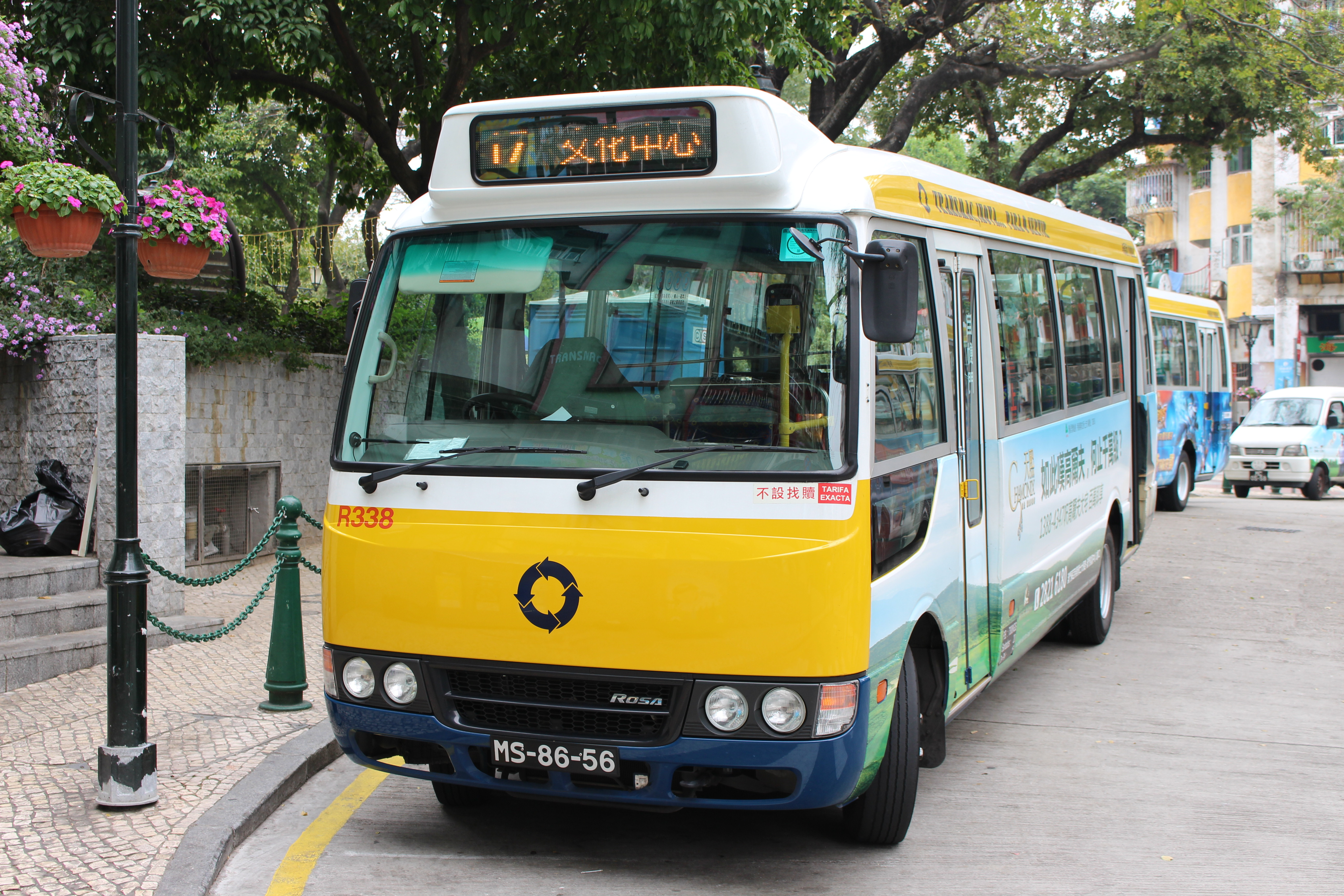
三菱Rosa
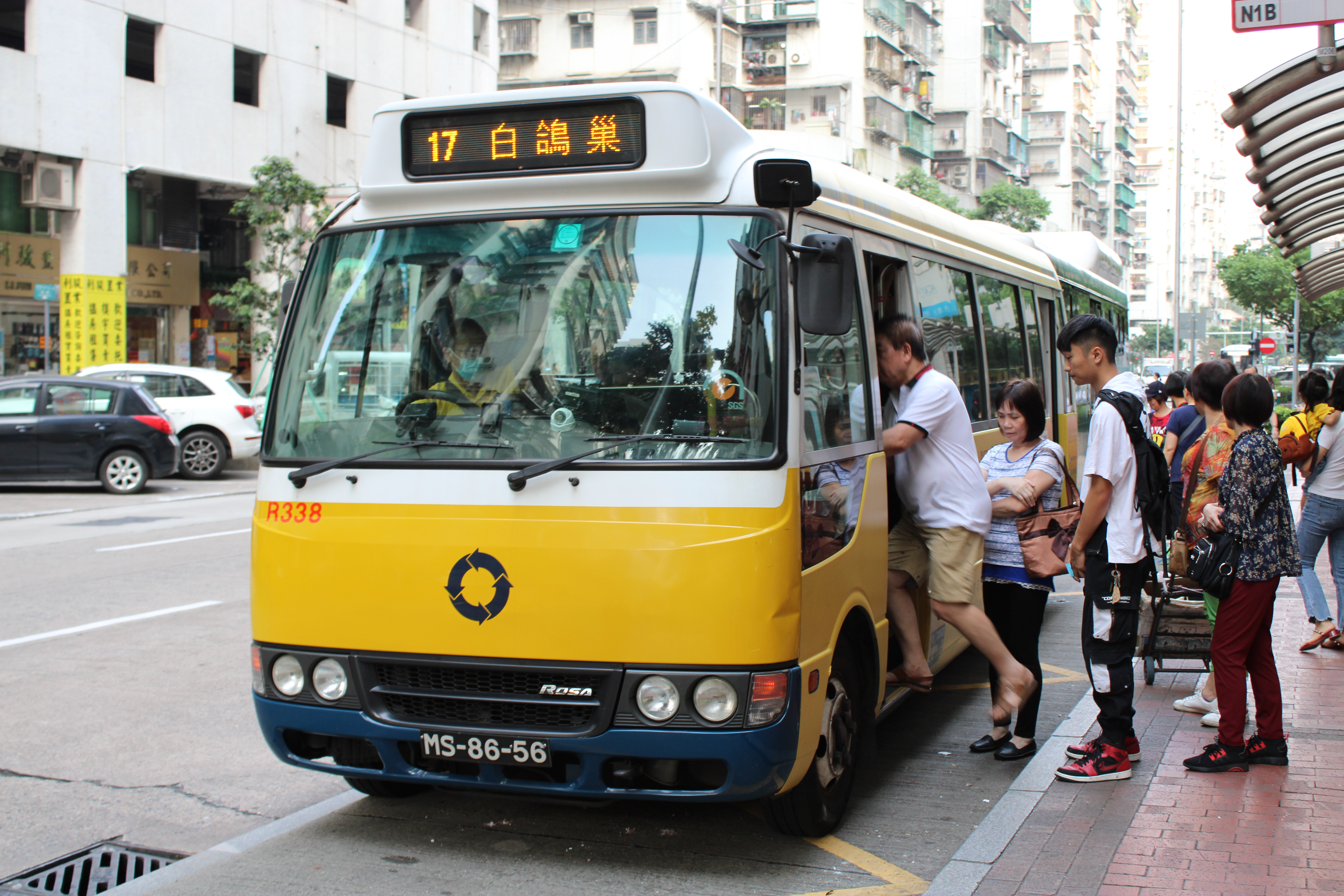
三菱Rosa
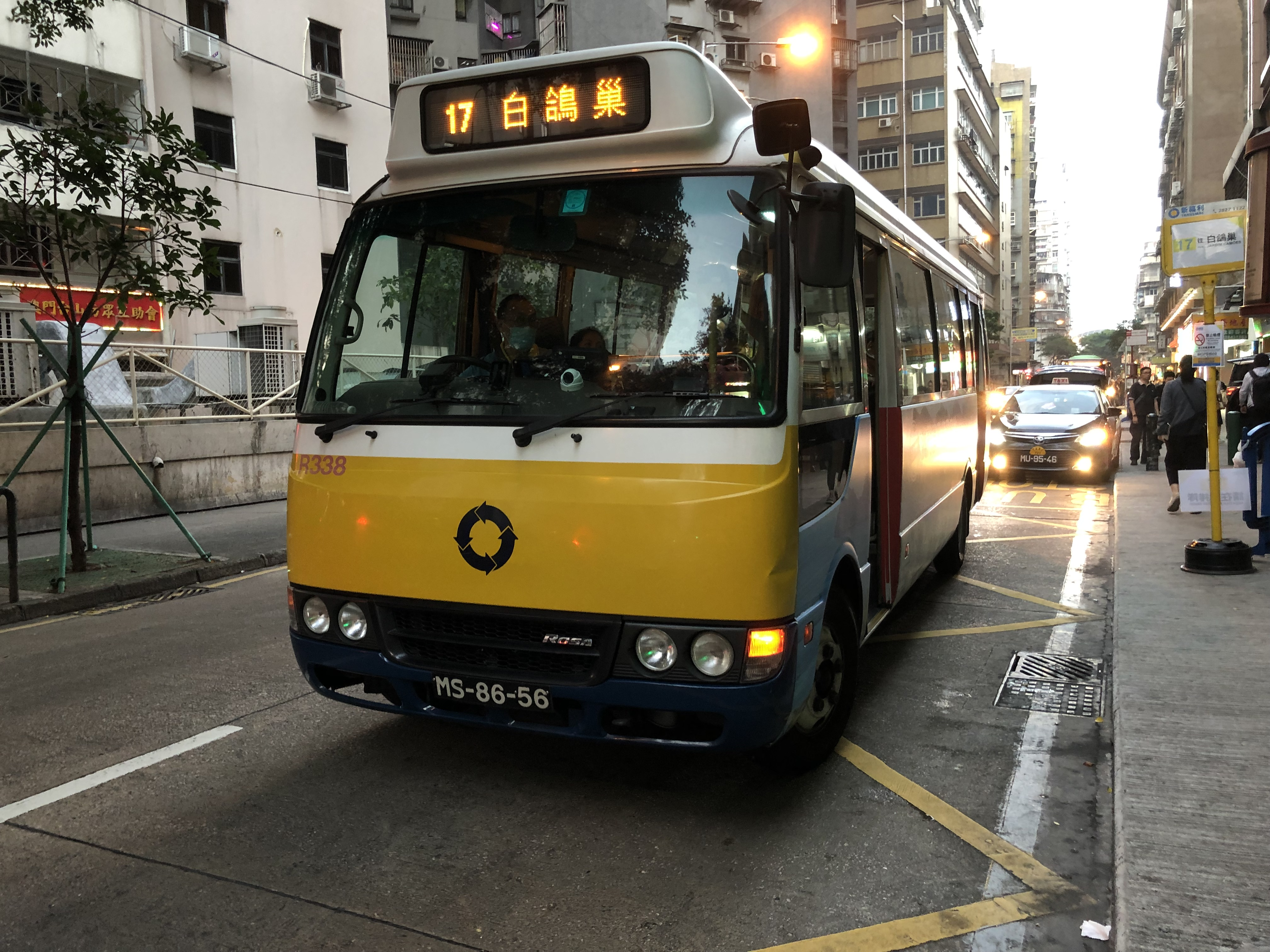
三菱Rosa
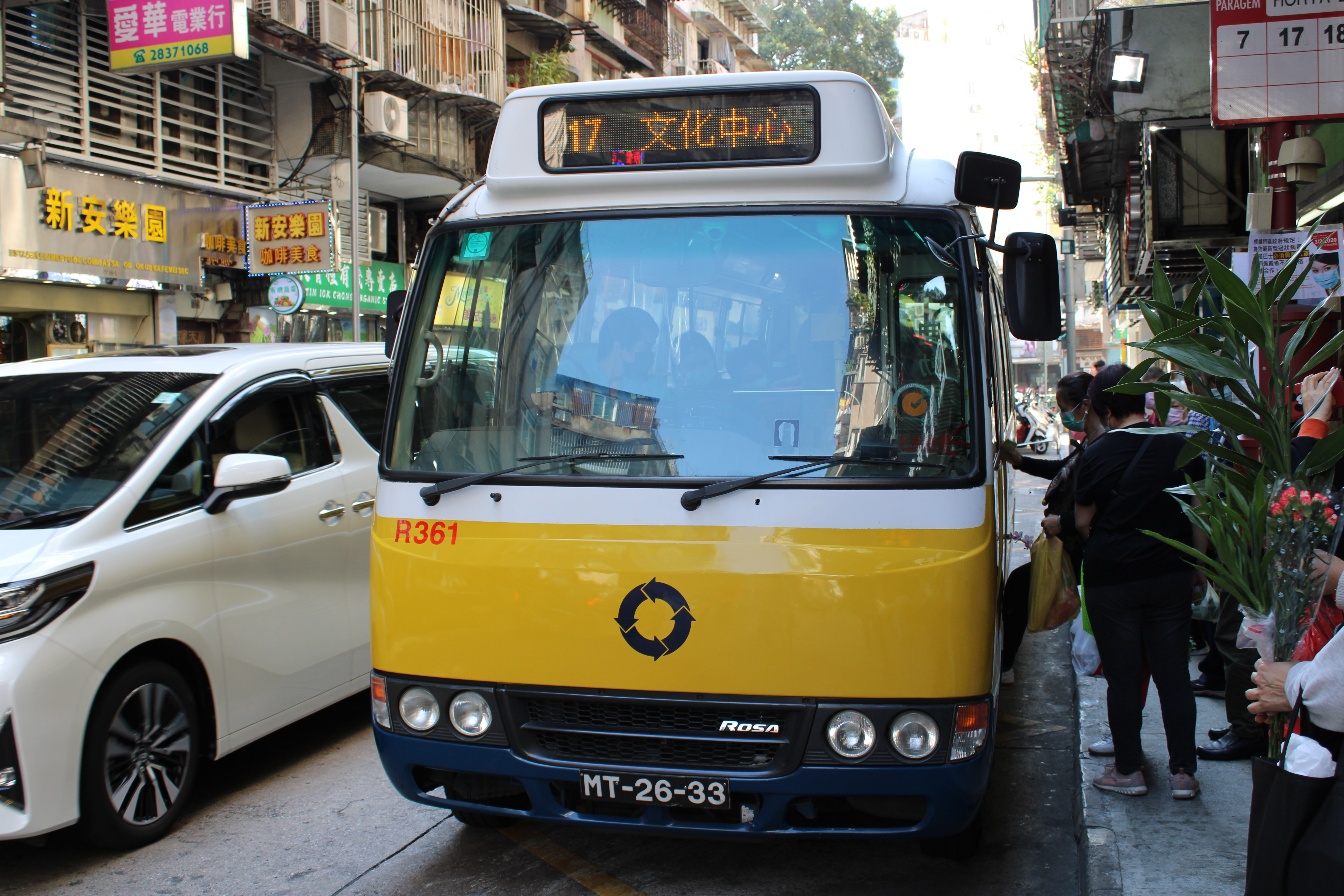
三菱Rosa
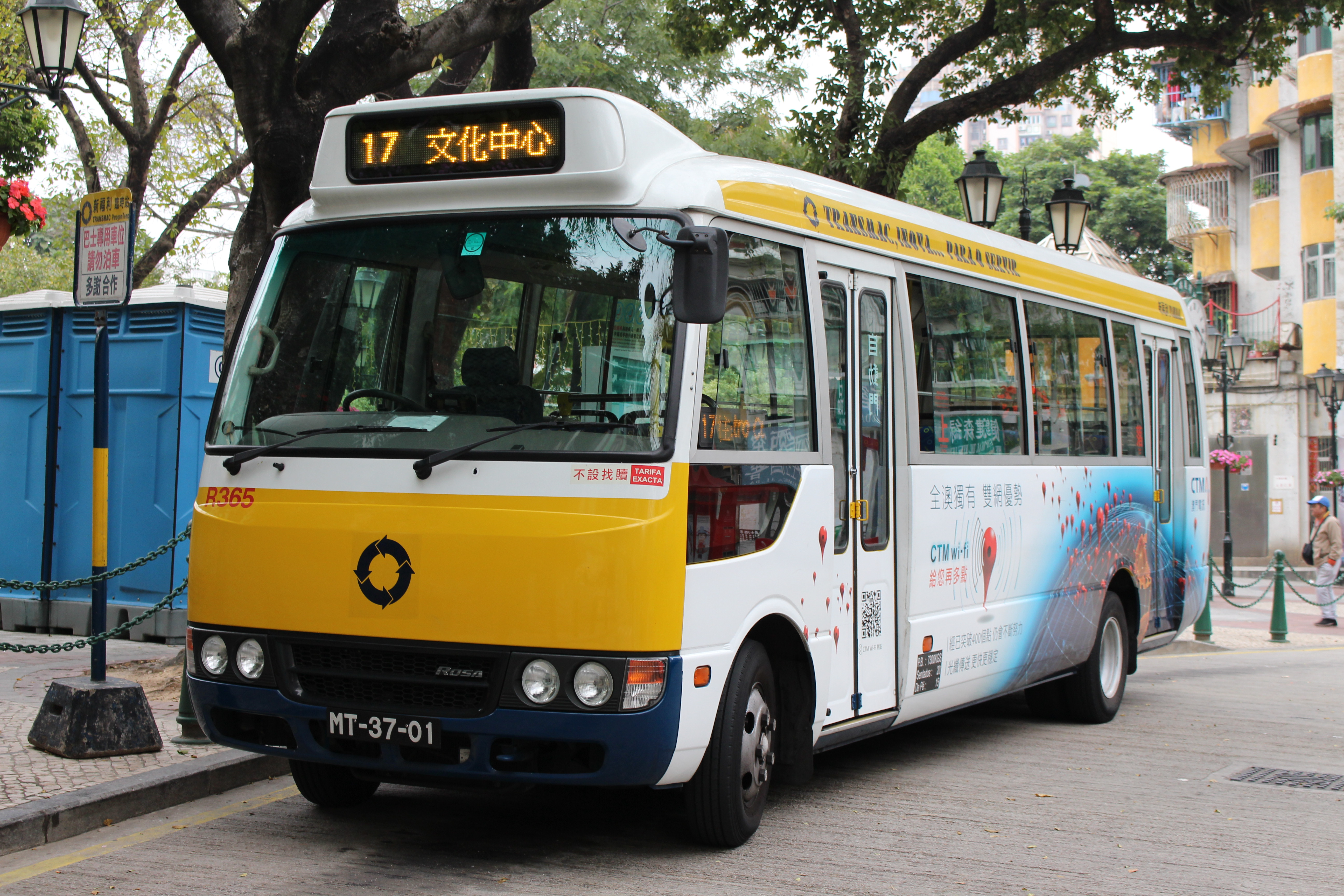
三菱Rosa
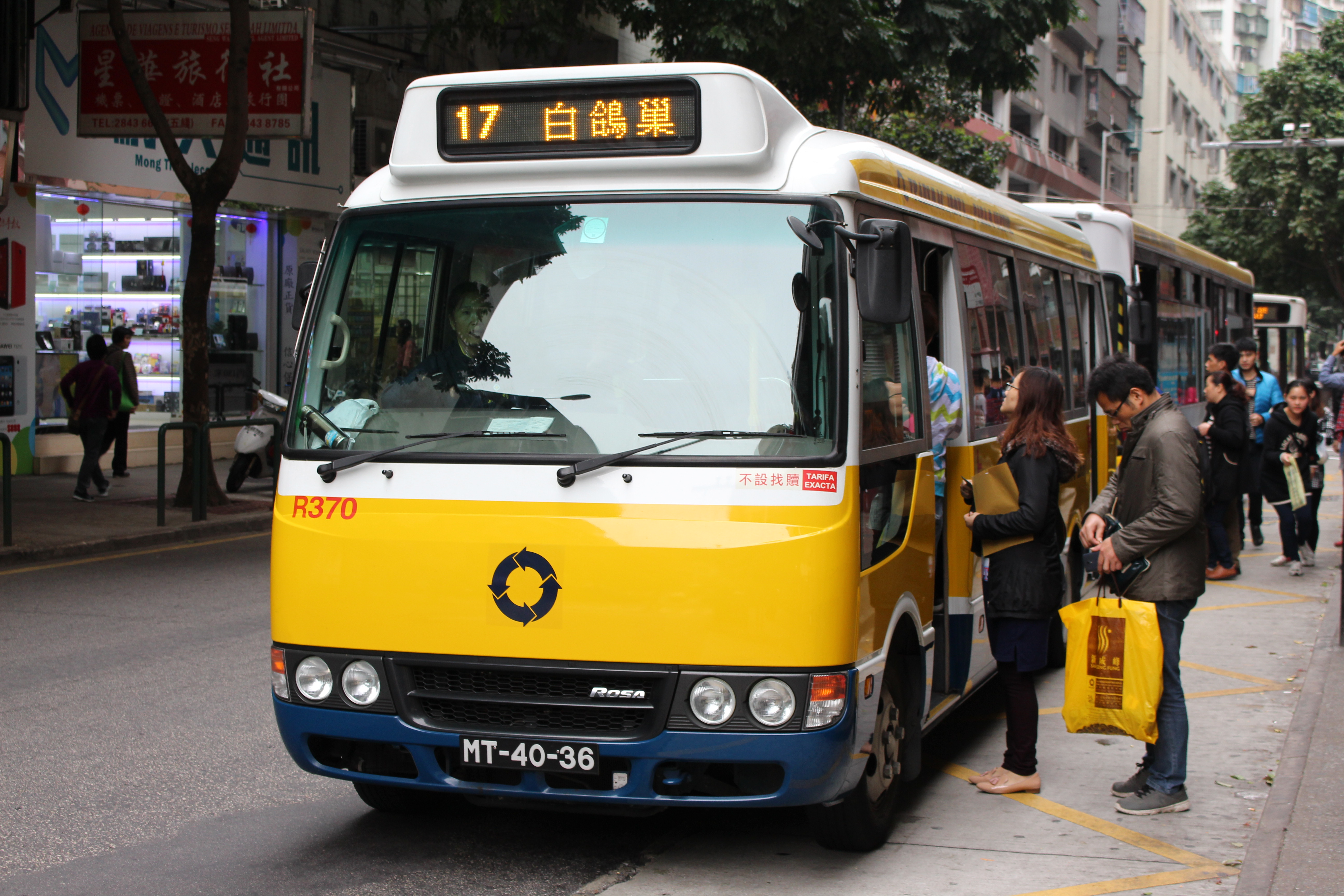
三菱Rosa
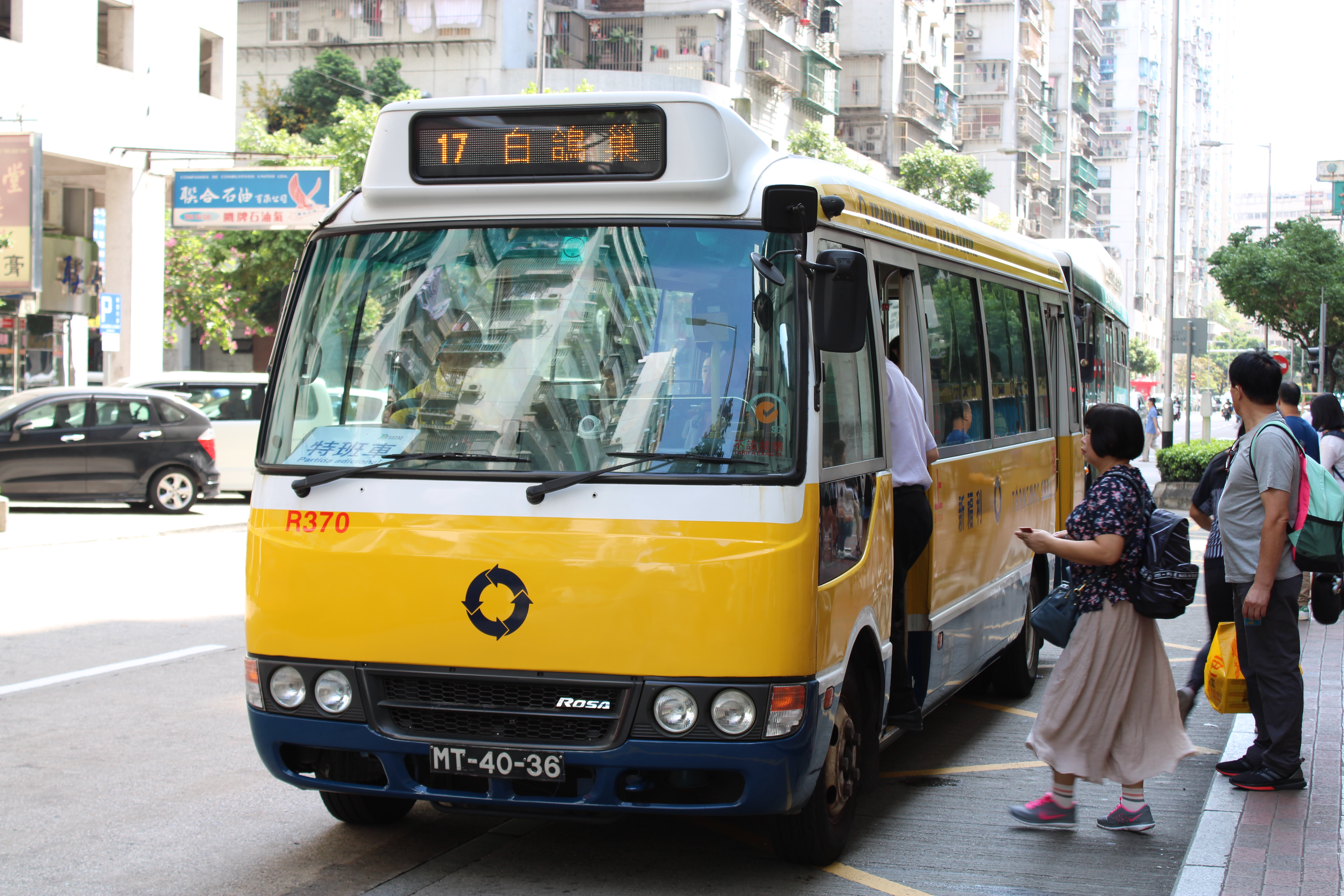
三菱Rosa
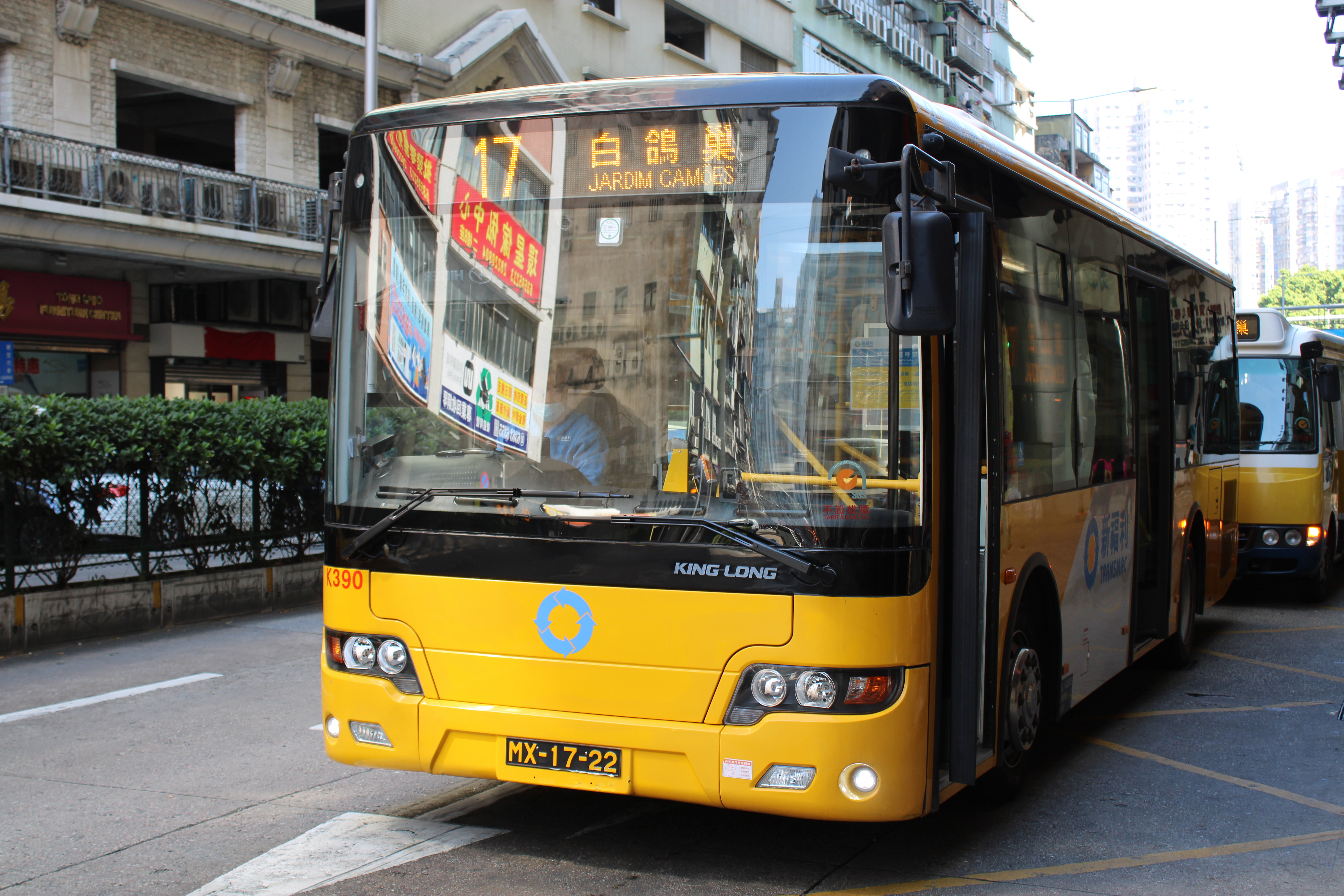
蘇州金龍KLQ6960GQE5
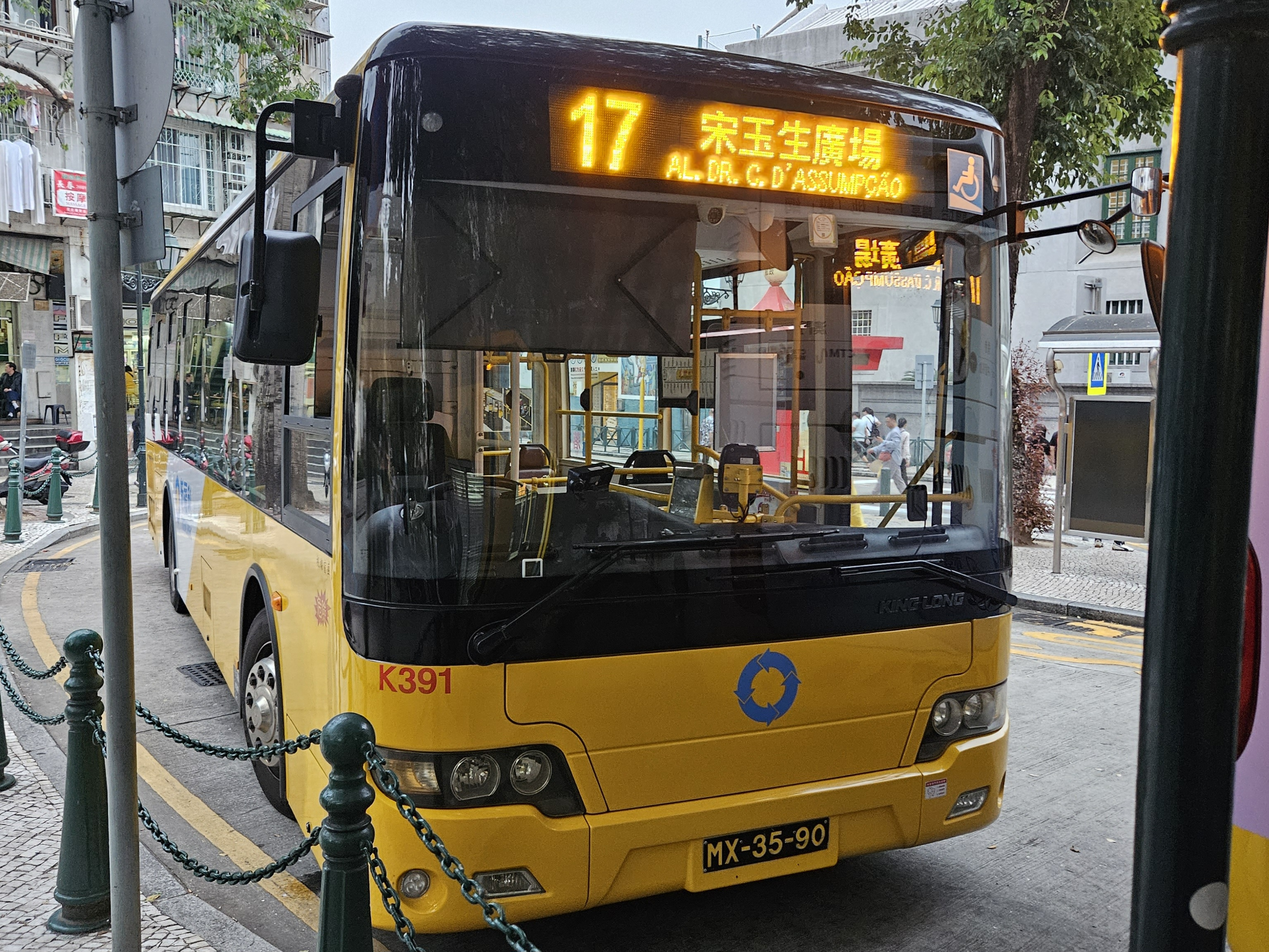
蘇州金龍KLQ6960GQE5
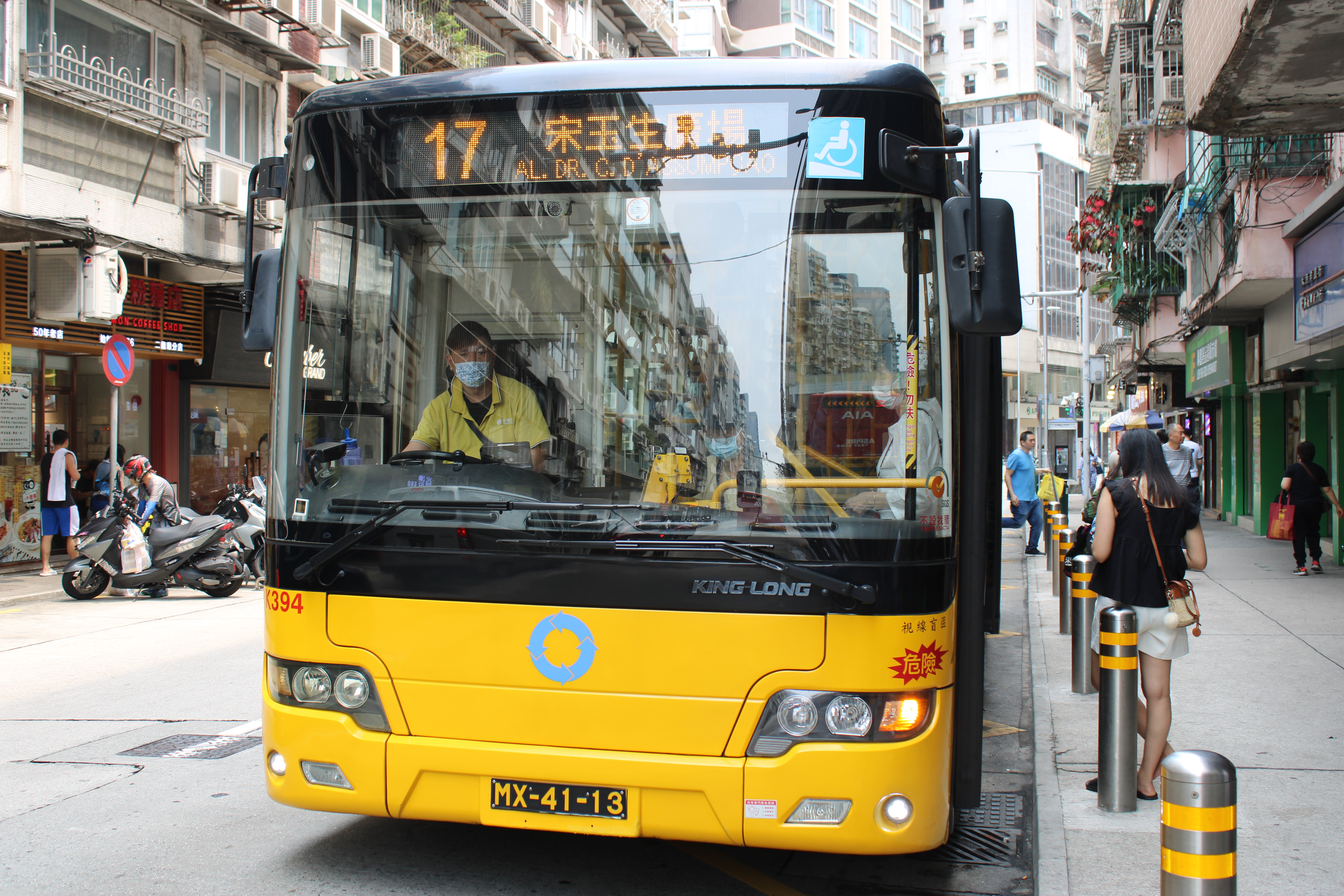
蘇州金龍KLQ6960GQE5
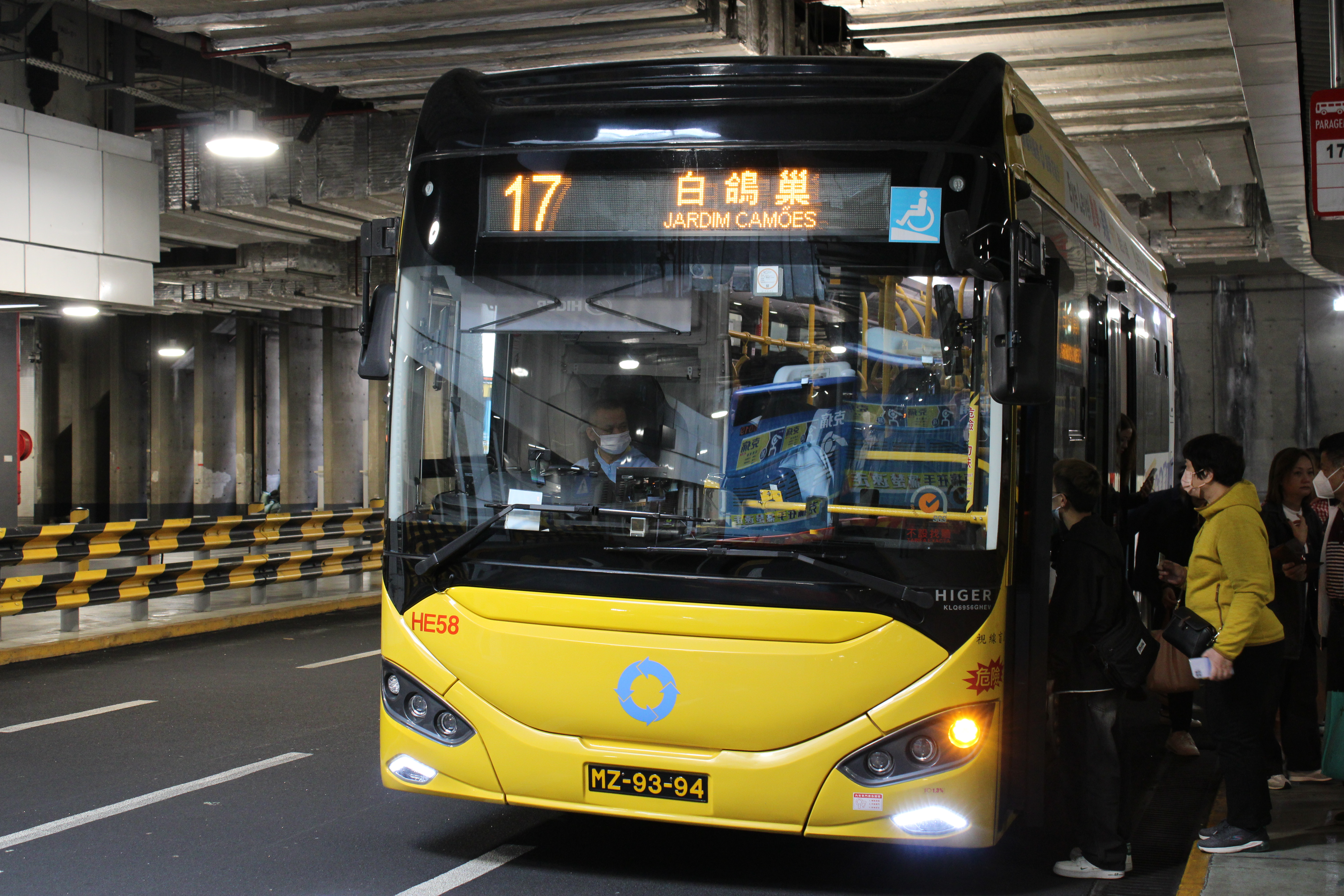
蘇州金龍KLQ6956GHEV
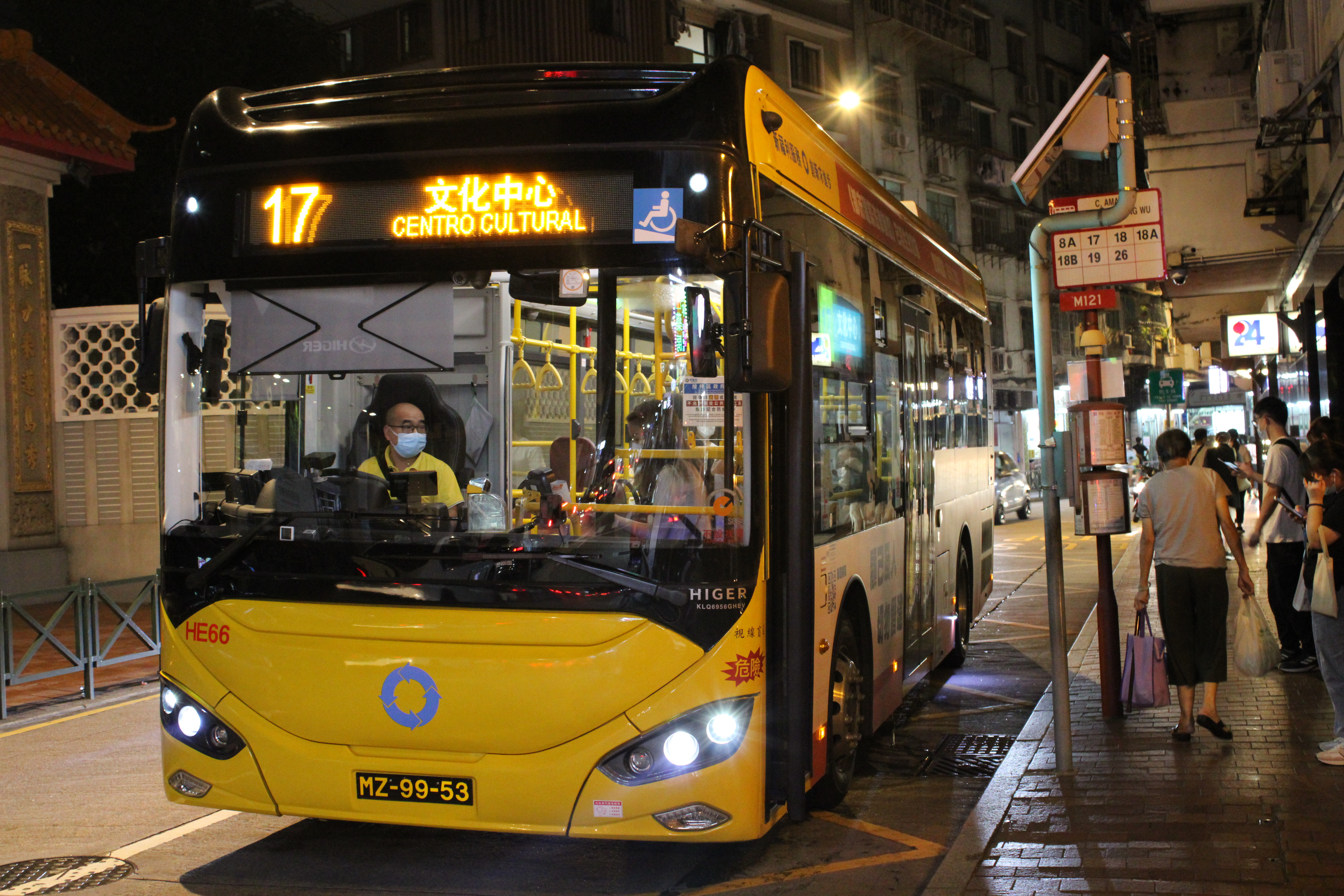
蘇州金龍KLQ6956GHEV
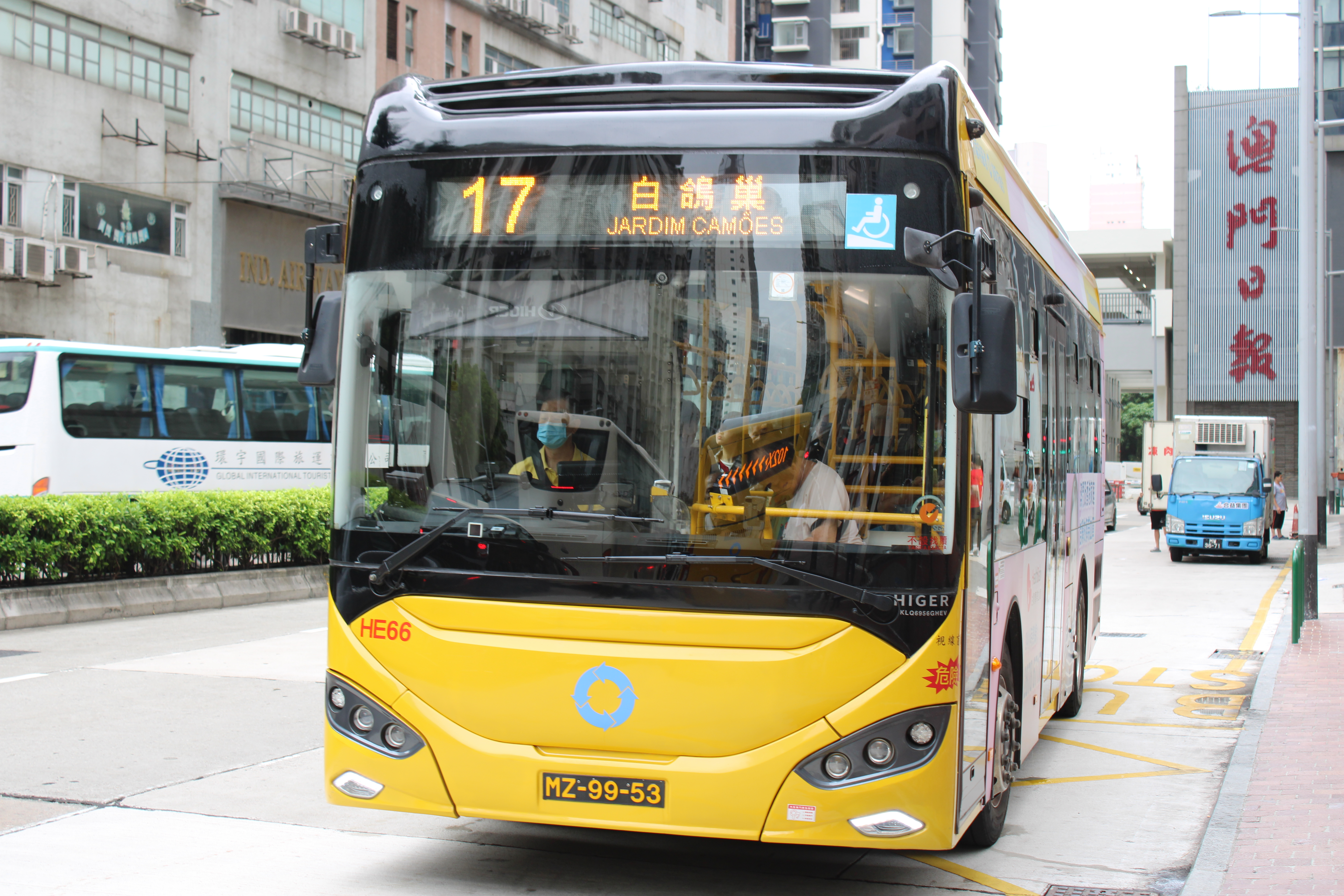
蘇州金龍KLQ6956GHEV
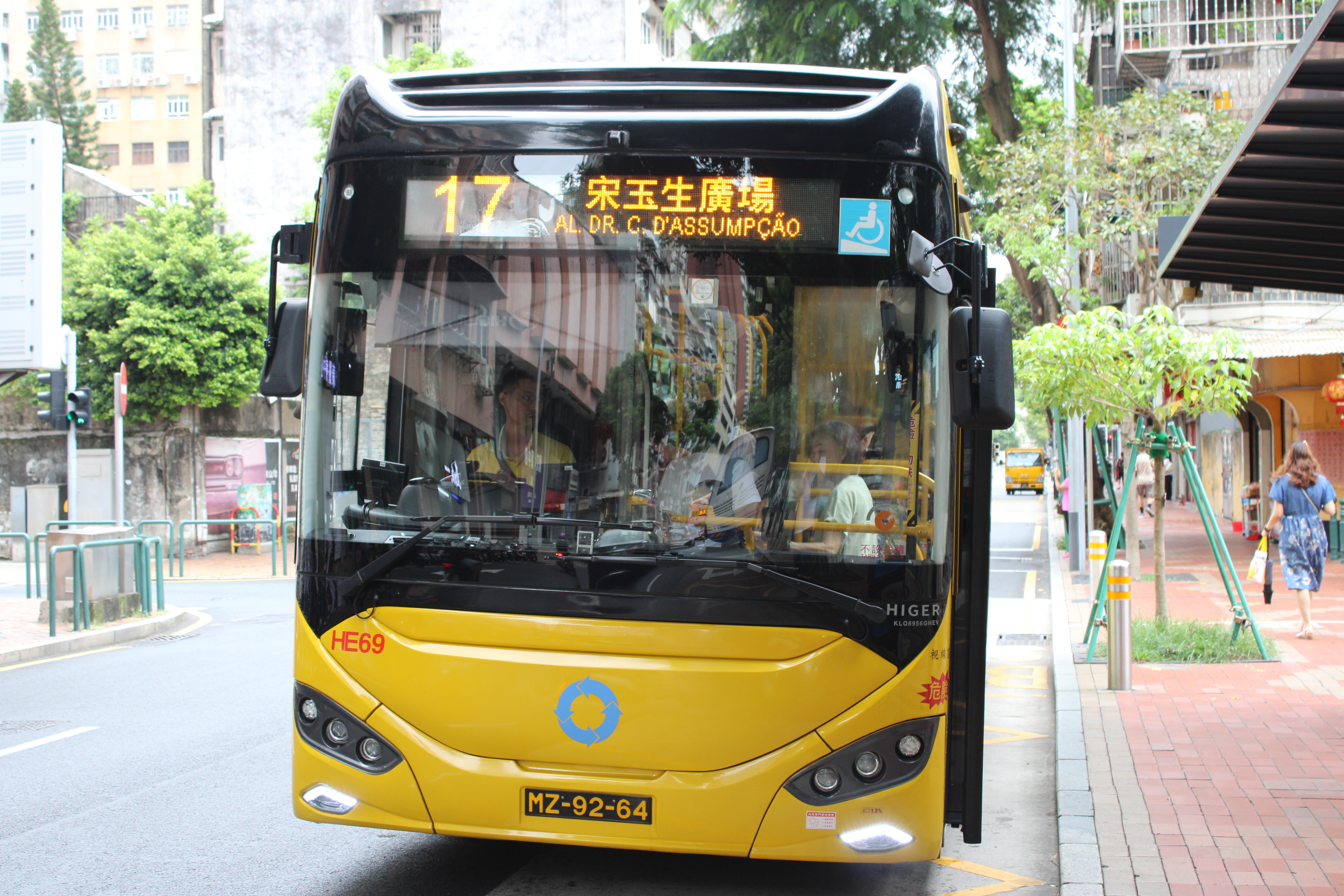
蘇州金龍KLQ6956GHEV
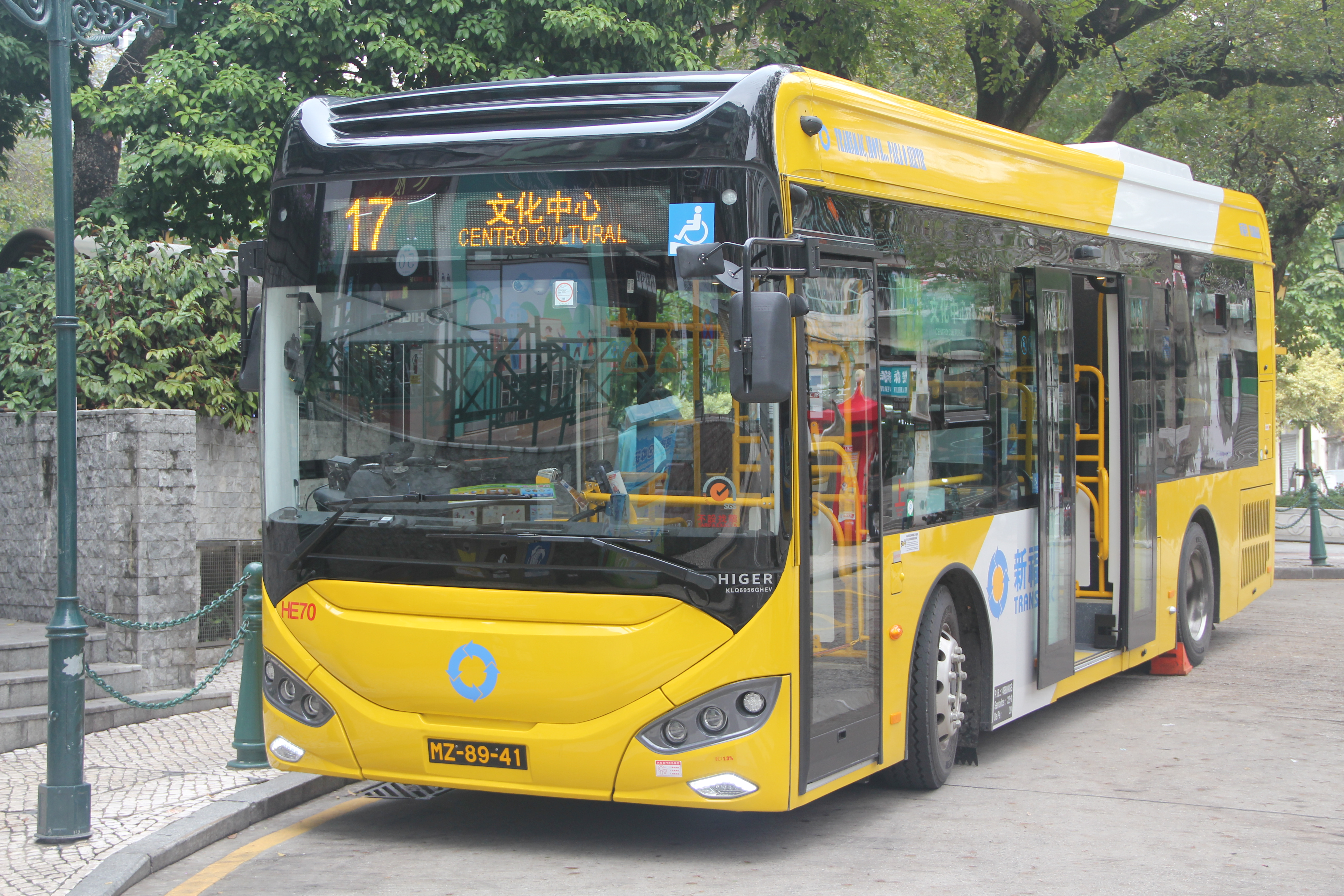
蘇州金龍KLQ6956GHEV
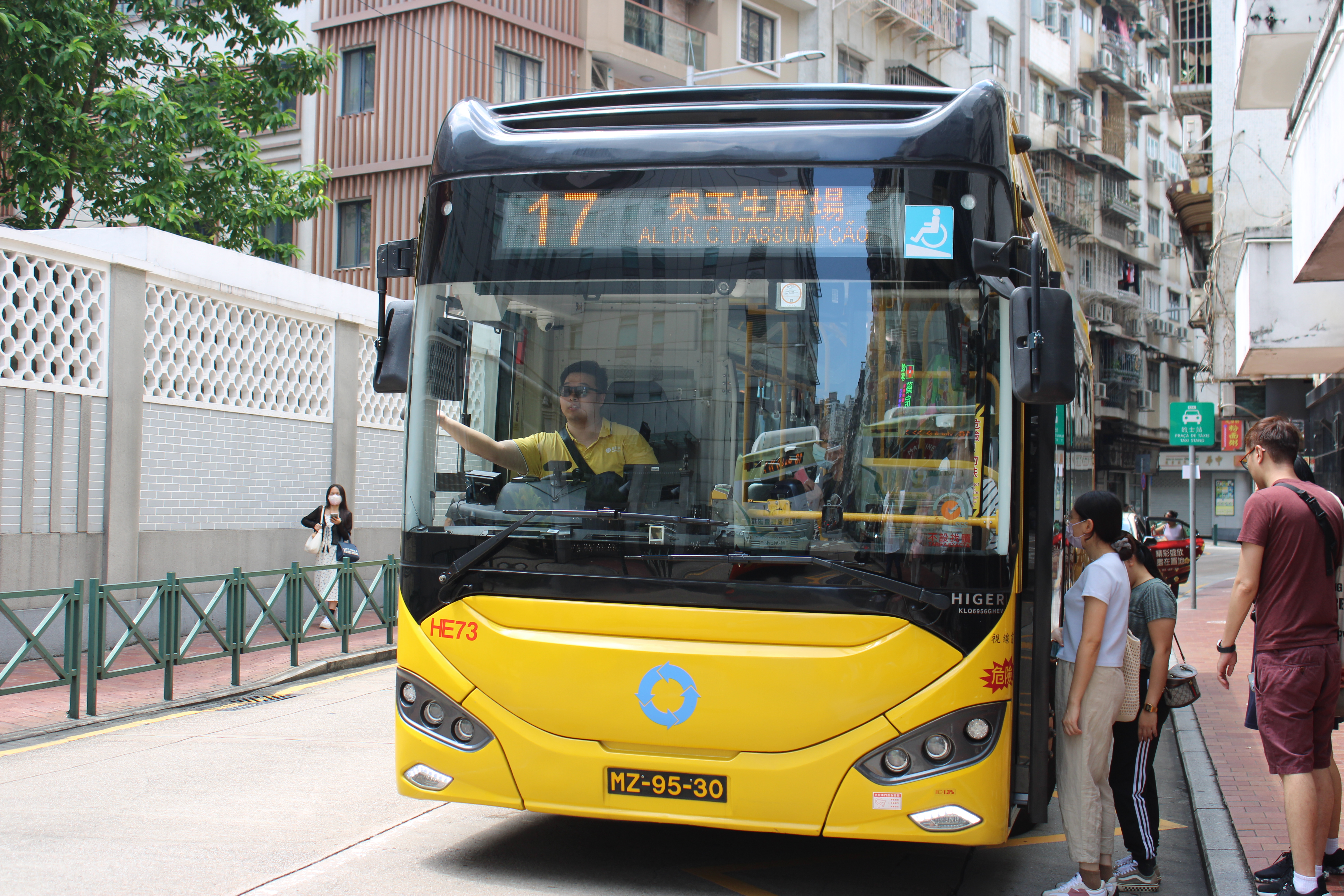
蘇州金龍KLQ6956GHEV
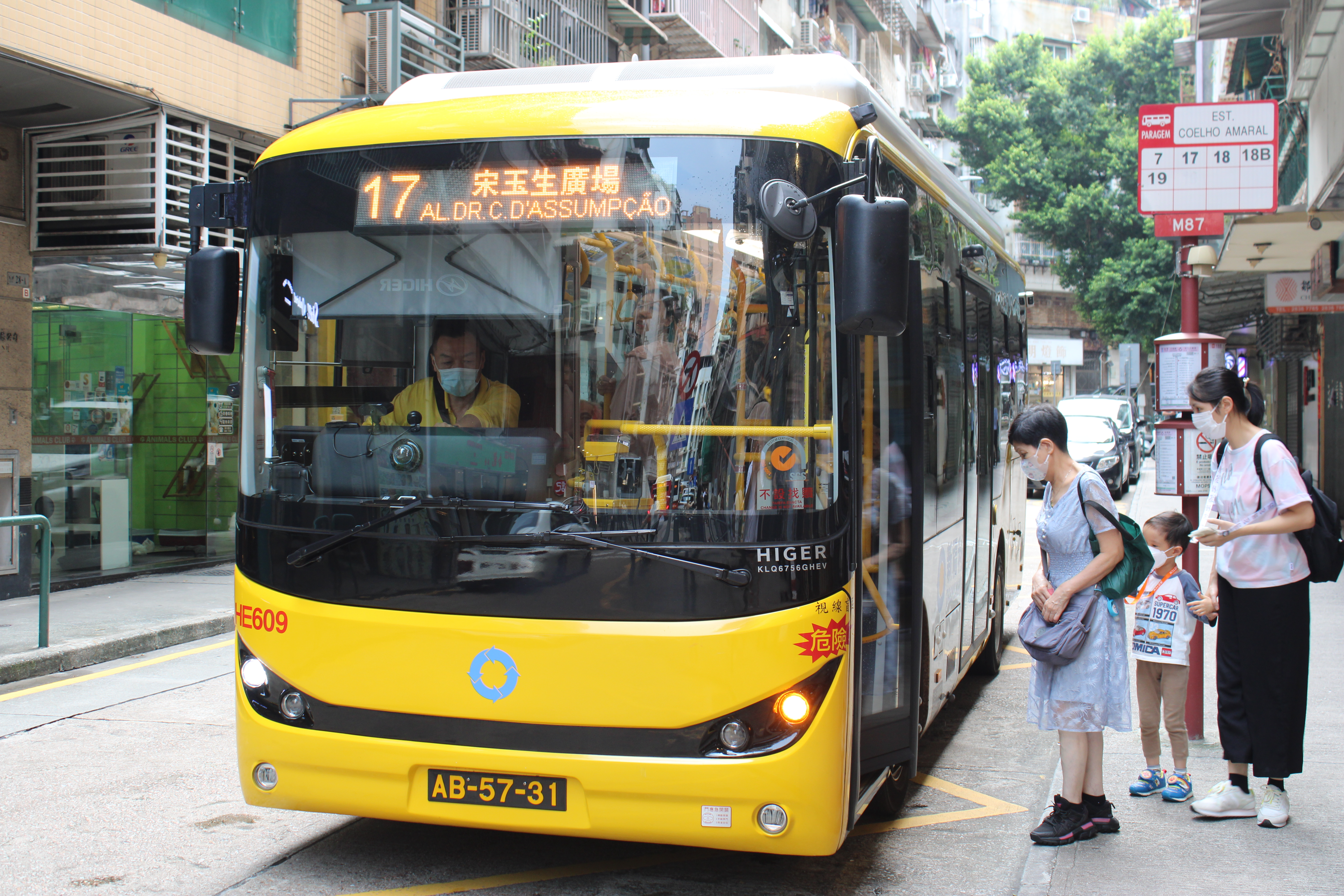
蘇州金龍KLQ6756GHEV
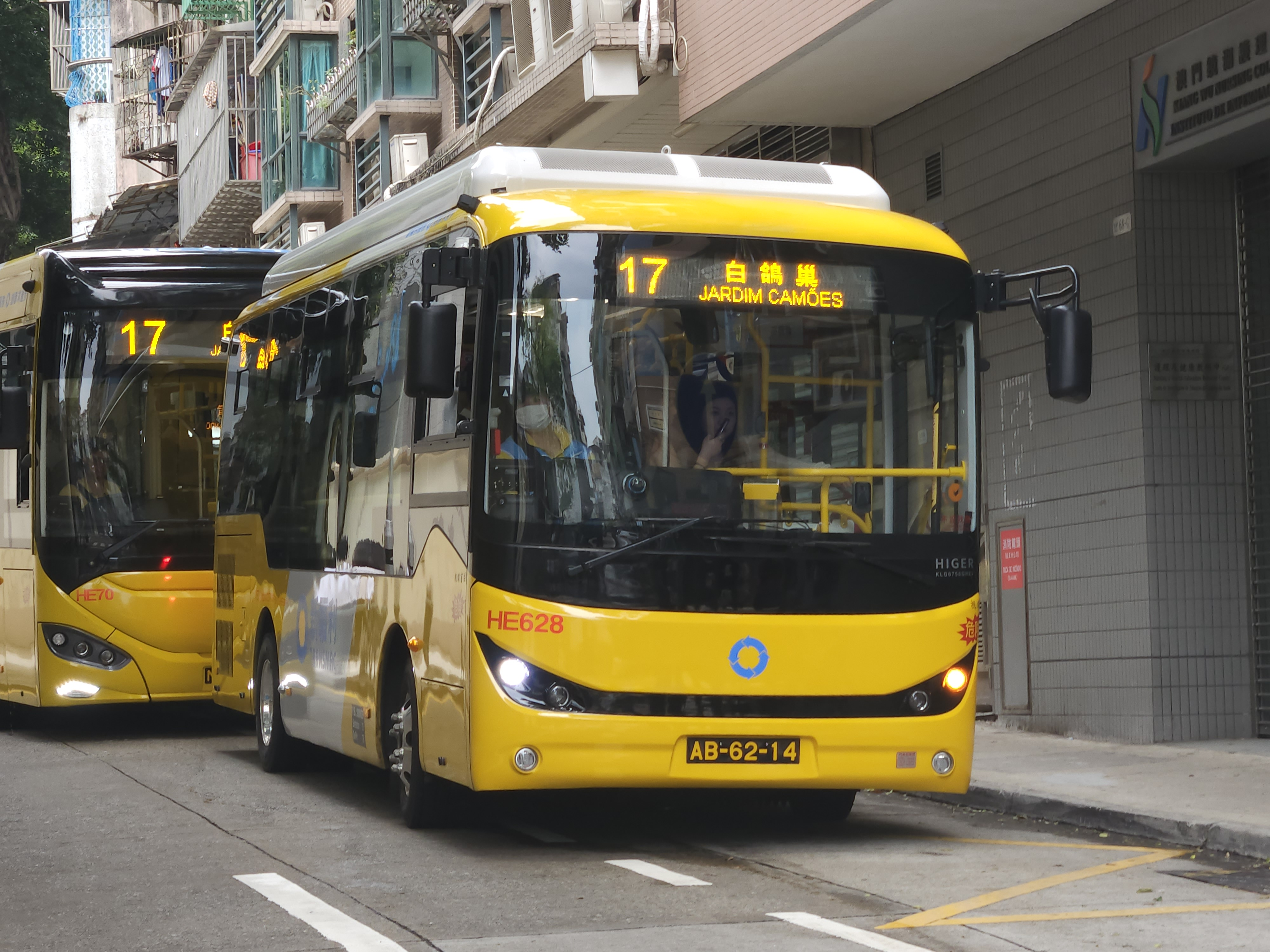
蘇州金龍KLQ6756GHEV
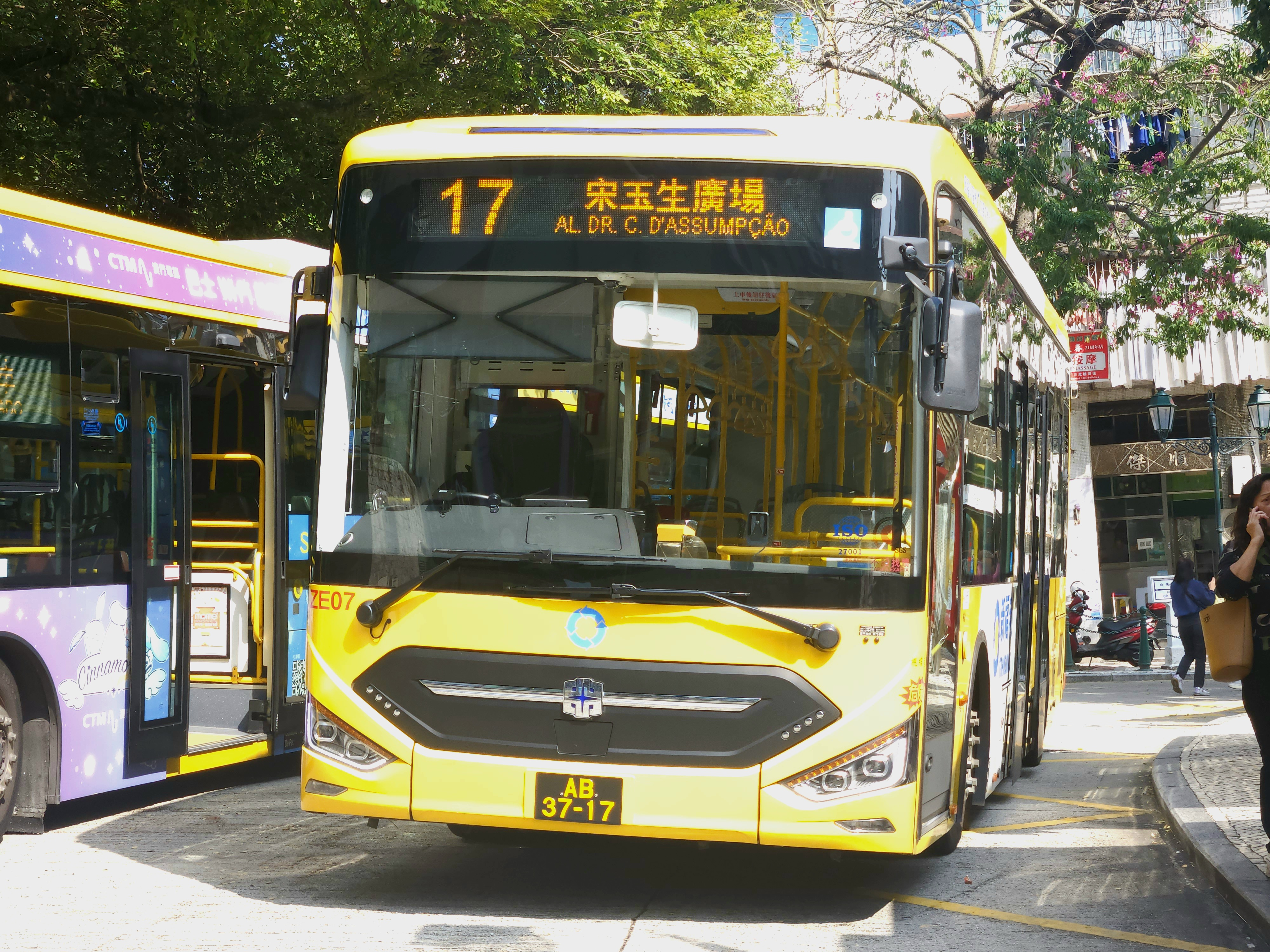
中通LCK6980SHEVG

2021年1月18日至5月上旬：
- 蘇州金龍KLQ6960GQE5
- 三菱Rosa

2021年5月上旬至11月3日：
- 蘇州金龍KLQ6960GQE5

2021年11月4日起：
- 蘇州金龍KLQ6956GHEV

2023年1月起：
- 蘇州金龍KLQ6956GHEV
- 蘇州金龍KLQ6960GQE5

2024年11月起：
- 蘇州金龍KLQ6956GHEV

2025年1月起：
- 蘇州金龍KLQ6956GHEV
- 中通LCK6980SHEVG

#### 特見
在2023年及2024年大型節假日期間，會特別派出以下車型，由關閘開往白鴿巢
- 三菱Rosa
- 蘇州金龍KLQ6756GHEV
- 中通LCK6759SHEVG

## 電牌
| 往中區方向      | 往中區方向 | 往中區方向 |
| 日期            | 頭牌       | 圖例       |
| --------------- | ---------- | ---------- |
| 開線至今        | 白鴿巢     |            |
| 往新口岸方向    |            |            |
| 日期            | 頭牌       | 圖例       |
| 2022年12月3日前 | 文化中心   |            |
| 2022年12月3日起 | 宋玉生廣場 |            |

## 路線資料

### 收費
| 收費類別     | 收費類別                      | 收費類別             | 費用 |
| ------------ | ----------------------------- | -------------------- | ---- |
| 現金         | 現金                          | 現金                 | $6.0 |
| 境外支付工具 | 支付寶（內地及香港）          | 支付寶（內地及香港） | $6.0 |
| 境外支付工具 | 雲閃付 非綁定澳門銀聯卡       |                      | $6.0 |
| 境外支付工具 | 微信支付（內地及香港）        |                      | $6.0 |
| 境外支付工具 | 交通聯合 非澳門發行的全國通卡 |                      | $6.0 |
| 境內支付工具 | 澳門通                        | 全民卡               | $3.0 |
| 境內支付工具 | 澳門通                        | 學生卡               | $1.5 |
| 境內支付工具 | 澳門通                        | 長者卡               | 免費 |
| 境內支付工具 | 澳門通                        | 殘疾卡               | 免費 |
| 境內支付工具 | 聚易用＋                      | 聚易用＋             | $3.0 |

### 服務時間及班距
| 服務時間                     | 服務時間   | 星期一至六  | 星期日 （含公眾假期） |
| ---------------------------- | ---------- | ----------- | --------------------- |
| 白鴿巢總站                   | 白鴿巢總站 | 05:30-00:50 | 05:30-00:50           |
| 班距                         | 尖峰       | 6-8分鐘     | 6-8分鐘               |
| 班距                         | 離峰       | 8-12分鐘    | 8-15分鐘              |
| 懸掛8號風球後1小時開出尾班車 |            |             |                       |

### 路線停站
| 17   | 白鴿巢 ↺ 宋玉生廣場 | 白鴿巢 ↺ 宋玉生廣場      | 白鴿巢 ↺ 宋玉生廣場 |
| 序號 | 循環線              | 循環線                   | 循環線              |
| 序號 | 站號                | 站名                     | 出入境口岸          |
| 1    | M124                | 白鴿巢總站               |                     |
| 2    | M121                | 連勝／鏡湖醫院           |                     |
| 3    | M87                 | 連勝馬路                 |                     |
| 4    | M96                 | 連勝馬路／高士德         |                     |
| 5    | M107                | 聖心學校                 |                     |
| 6    | M105                | 望廈炮台                 |                     |
| 7    | M104                | 觀音堂                   |                     |
| 8    | M46/1               | 鮑思高球場               |                     |
| 9    | M61/1               | 二龍喉公園               |                     |
| 10   | M72                 | 陳瑞祺中學               |                     |
| 11   | M149                | 粵華中學                 |                     |
| 12   | M145/1              | 愕斜巷／山頂醫院         |                     |
| 13   | M165                | 加思欄／公共衛生專科大樓 |                     |
| 14   | M202                | 南光大廈                 |                     |
| 15   | M258                | 宋玉生廣場／東南亞       |                     |
| 16   | M259                | 孫逸仙大馬路／金沙       |                     |
| 17   | M242                | 友誼馬路／海港街         |                     |
| 18   | M53                 | 水塘北角／勞工事務局     |                     |
| 19   | M55                 | 東北大馬路／南澳         |                     |
| 20   | M206/2              | 黑沙環新街／建華         |                     |
| 21   | M216                | 馬場東大馬路             |                     |
| 22   | M1/6                | 關閘總站                 | 關閘邊檢大樓        |
| 23   | M7/3                | 關閘馬路                 |                     |
| 24   | M16/2               | 提督馬路／雅廉訪         |                     |
| 25   | M101                | 幸運閣                   |                     |
| 26   | M83                 | 賈伯樂／培正             |                     |
| 27   | M82                 | 賈伯樂／沙嘉都喇         |                     |
| 28   | M123                | 東南小學                 |                     |
| 29   | M122                | 新勝街                   |                     |
| 30   | M124                | 白鴿巢總站               |                     |

### 賽車期間路線停站
| 17   | 白鴿巢 ↺ 宋玉生廣場 | 白鴿巢 ↺ 宋玉生廣場 |
| 序號 | 循環線              | 循環線              |
| 序號 | 站號                | 站名                |
| 1    | M124                | 白鴿巢總站          |
| 2    | M121                | 連勝／鏡湖醫院      |
| 3    | M87                 | 連勝馬路            |
| 4    | M96                 | 連勝馬路／高士德    |
| 5    | M107                | 聖心學校            |
| 6    | M105                | 望廈炮台            |
| 7    | M104                | 觀音堂              |
| 8    | M46                 | 鮑思高球場          |
| 9    | M61                 | 二龍喉公園          |
| 10   | M73                 | 得勝花園            |
| 11   | M152                | 塔石廣場            |
| 12   | M146                | 水坑尾／方圓廣場    |
| 13   | M168                | 八角亭              |
| 14   | M202                | 南光大廈            |
| 15   | M258                | 宋玉生廣場／東南亞  |
| 16   | M259                | 孫逸仙大馬路／金沙  |
| 17   | M255                | 馬六甲街            |
| 18   | M55                 | 東北大馬路／南澳    |
| 19   | M206                | 黑沙環新街／建華    |
| 20   | M216                | 馬場東大馬路        |
| 21   | M1                  | 關閘總站            |
| 22   | M7                  | 關閘馬路            |
| 23   | M16                 | 提督馬路／雅廉訪    |
| 24   | M101                | 幸運閣              |
| 25   | M83                 | 賈伯樂／培正        |
| 26   | M82                 | 賈伯樂／沙嘉都喇    |
| 27   | M123                | 東南小學            |
| 28   | M122                | 新勝街              |
| 29   | M124                | 白鴿巢總站          |

- 粗體字為大賽車期間臨時停靠站點

## 客量
- 本線雖然走線較為迂迴，但由關閘到白鴿巢有「獨市位」，加上皇朝區到關閘的走線比3A路線較為直接，故客量不錯。

- 根據2020年公報，本線在2019年度尖峰時段共開出68,152班次，乘車人次為5,295,508人次，平均每班接載77.7人次，是全澳載客量最高的小巴路線。

- 2021年1月3日，新福利稱本線每日客流量超過1.3萬人次，高峰時可有1.7萬人次。

- 2021年2月24日，新福利副總經理李啟見在澳門電台時事節目《澳門講場》表示，本線升級中巴後，日均客量由2020年12月的日均1.1萬人次，升至1月份日均1.3萬人次。轉換中巴後，長者乘客由以往日均2,000人次增至2,500人次，殘疾人士乘客由148人次增至200人次。[25] 自新福利全面更換中巴後，本線在班次及載客量均是全澳中巴路線中最高，有中巴「線王」之稱。

## 趣事
- 基於白鴿巢總站停泊空間有限，當總站已沒有泊位時，巴士會改停泊在高園街旅遊巴上落客區位置。而繁忙時間大部分班次都從關閘開出，以作加班車。

## 本線分流路線
- 澳門巴士17S路線
- 澳門巴士17S1路線
- 澳門巴士17T路線

## 爭議

### 難上車問題
- 17路線途經較多站點，途經山頂醫院、學校、北區、皇朝區各舊區，部分為狹窄道路，只能使用小巴，在2002年10月9日有主婦在澳門日報表示﹐每天到紅街市買餸後就到近「生果街」口的滙業銀行附近乘搭17路線。以本人的經驗﹐每次都要等20分鐘以上才有一輛車到﹐但在等車期間﹐往往見4-5輛19路線經過（多半是空車）﹐卻沒有一輛17路線。要知道在買餸時間有很多婆婆、公公及上了年紀的主婦﹐手挽兩大袋餸菜在等車（多是等17路線的）等候過程長﹐就會越來越多人。待車終於到來﹐每每因為太多人而沒位坐﹐人人都爭先恐後上車﹐時有危險現象產生。
- 直至在2021年1月3日，有聽眾在澳門電台時事節目《澳門講場》投訴17路線難上車，新增的17S路線未能協助前往舊區。

- 新福利副總經理李啓見回應稱，17路線每日客流量超過1.3萬人次，高峰時可有1.7萬人次。因應客流分布，近月新增的17S路線加強皇朝與關閘的連接，解決中游客的需求。李啓見並表示，近期得到政府配合，擴大白鴿巢總站和羅理基博士大馬路行車天橋底的轉彎位，尚待少部分的道路優化就能把17路線改為中巴，載客量將增加超過1倍，並且是低地台巴士，方便長者乘坐。[26]

### 改用中巴後問題多多
轉換中巴後的爭議
- 自從新福利17路線轉換中巴車型後，由於事故不斷，每隔數天就會在網絡上看到行駛17路線的中巴在舊區街道上行駛受阻，成為網絡熱話，社會批評聲浪不斷，被坊間戲稱為網紅路線，澳門日報更罕有地三次頭版刊登17路線問題。新福利網站顯示一月中旬至4月10日為止，公佈市民反映與17路線相關個案約50宗，當中有數宗是直指轉中巴後的車長駕駛問題。

斜路及石仔路易生意外
- 17路線在1月18日轉以中巴行駛後，引起較多社會關注，澳門日報在1月31日更在頭版刊登居民及三巴門坊會的擔憂，並指出17路線部分改用中巴行駛，居民認為好壞參半。其中因應車型問題部分站點改途經高園街，轉落同安街一段斜坡後再由原路返回總站。鑑於同安街年前曾發生旅遊巴落斜失控意外，同時高園街路面為石仔路凹凸不平，車輛行駛時會感輕微顛簸和搖晃，下雨時更濕滑，當車速太快時，乘客形容整輛巴士搖晃得像搭船一樣。[27]三巴門坊會認同改中巴行駛便民，但政府須監控好車長行駛該路段車速，並及早做好道路規劃，避免旅客量復甦後導致高園街一帶交通擠塞，得不償失。[28]

- 有工程師建議針對高園街右轉落斜問題，政府須嚴格控制車速和乘客量，避免超載，相信無太大問題。反而高園街一段石仔路導致路面不平，當局須及早填滿石仔之間的縫隙，以免影響車輛的性能，釀成意外。[29]

- 交諮委委員辜文達在力報表示，針對同安街部分，辜文達指巴士公司在正式行車前已做過多次測試，數據顯示針對車種及車型在安全系數上均是達標的。[30]

白鴿巢總站出站需逆駛
- 17路線行駛的部分路段道路空間始終有限，非常講求車長的駕駛技術，加上在白鴿巢總站開出時由於車型問題，需要佔用對面車道，逆駛少許才能成功出站，稍不留神，易出意外。部分巴士更需倒車再逆駛才可順利出站。[31]

- 有工程師稱，白鴿巢總站出車，中巴車身較長轉彎須佔據對面車道，情況較危險，當局或可考慮收窄現時巴士站的行人路一角約1米，方便車輛行駛。[29]

- 新福利回應指，出站後越線半米至1米，有建議將出入口調轉發現不可行，但經評估鏡湖醫院往沙欄仔方向每小時約30架車，因“倔頭路”只可圓形地調頭，車輛較少，故發生直接交通衝突機會較微，若相反方向每小時500多輛車，發生意外機會更大。未來將與有關當局保持緊密溝通，並在繁忙時間增派人手協助總站泊車、出車，新批中巴將考慮使用新型獨立懸掛中巴，其轉彎半徑較現使用中巴少兩米多，靈活度高。同時繼續加強培訓車長，提升車長對路況掌握和行車安全性。[32]

巴士滯留其他道路影響交通
- 由於白鴿巢總站較細小，無法容納太多中巴，17路線中巴駛往總站之前，經常滯留在聖安多尼教堂後門位置，最高峰時會達到2部中巴停留此處，影響相關路段交通。[33]

- 新福利回應指，為保障乘客上落安全，一直敦促站長密切留意巴士站場停泊情況，以免影響乘客或其他道路使用者。新福利會持續關注巴士站場的運作情況，並加強有關總站的停車管理。[34]

巴士停泊在斑馬線
- 因總站泊位不足，17路線中巴經常於斑馬線位置落客，然後停泊在斑馬線位置上，影響行人橫過馬路。[35]

- 新福利回應指，重視服務質素和行車安全，嚴格要求車長正確靠站及嚴禁停泊在斑馬線上，以保障乘客及道路使用者安全。[34]

轉換中巴後首宗交通意外
- 2021年4月1日，一輛行駛17路線的中巴在駛離白鴿巢總站時，與停靠在巴士站上的澳巴發生碰撞，導致該區嚴重塞車。[36]

中巴埋站阻尾隨車
- 三巴門坊會特別關注的是，除由總站開出的問題外，居民還發現該路線有幾大問題須提高警覺，其一為鏡湖醫院門診出入口位置，因應中巴行駛靠站後會佔據大部分車道，不像以前小巴停站時，其他駕駛者可在剩餘空間前進，現中巴出站時易發生碰撞。[28] 同時，新勝街臨近總站的分岔口，可考慮把電單車泊位改為斜泊式泊位，相信有助巴士更易通過。[29]

中巴車款可選太少
- 交諮委委員辜文達表示，17路線巴士以行駛舊區為主，此前有不少居民都反映上車難問題，增加班次亦只會令道路更加擠塞；因此兩巴經與交通局研判後決定改以中巴行駛，希望能增加巴士承載能力，減少加派加班車出現塞車情況。他稱，17路線的使用率高，該路線巴士以往的小巴載客量只有20多人，改行中巴後可有效提高整條路線載客量；同時當局與兩巴在挑選車種時亦花了很長時間，因可供選擇而又適合本澳行駛的車型其實不多，且在新巴士合同條件的限制下，目前改由該款中巴行駛是有效的解決方法。[30]

中巴台階較高
- 有市民向澳門日報反映所謂低地台巴士亦只是車廂前半部分，形容車廂後半部分台階猶如“爬山”。
- 新福利回應會研究引入適合澳門的低地台巴士，以便乘客乘車。[27]

中巴停車聲浪大，影響居民作息
- 有居民在新福利官網反映，17路線轉換中型巴士之噪音較之前小型巴士大，特別是停車等候乘客上落情況，在東望洋新街巴士站，清晨時分多次被噪音嘈醒，希望能盡快作出改善。

- 新福利回應指定期對巴士進行保養，以確保巴士狀況良好。同時，本公司會提醒車長煞車時盡量避免不必要的噪音。除此之外，本公司近年引入多輛增程式電動巴士，逐步更新現有車隊，進一步減低巴士行駛噪音及廢氣污染。[37] [38]

車身太寬

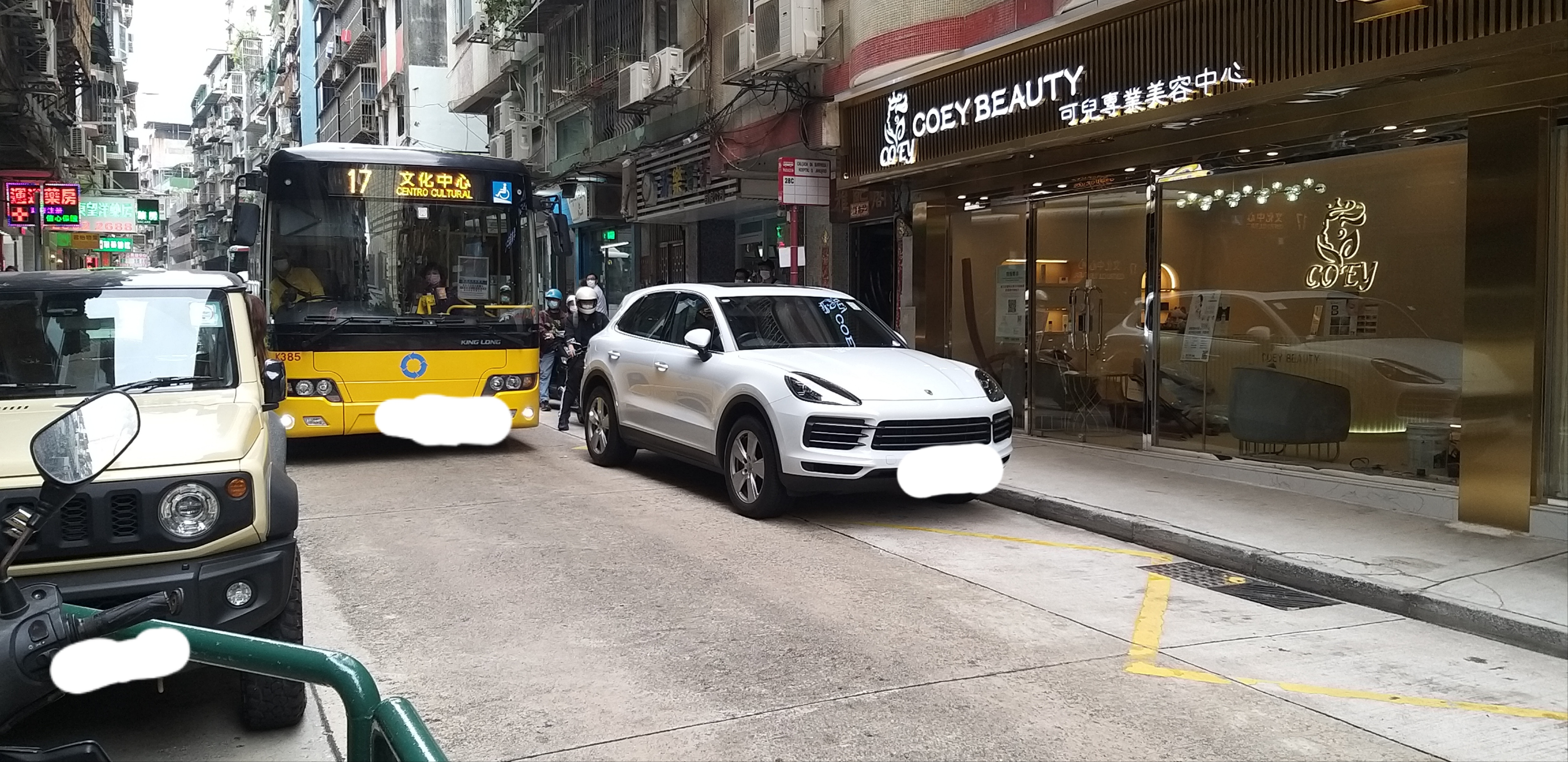
17路線因其他車輛違泊導致被阻塞的情況

- 在過去，澳門的巴士主要從歐洲及日本引進，由於這些國家也有不少的舊城區，為方便巴士能夠在大街小巷中行駛，歐、日車廠也會設計一些窄車身的中巴及大巴（2.3米至2.4米之間）。在最近十多年，澳門的巴士主要從中國內地引進。由於內地的道路較為寬闊，對窄車身的需求不大，現時的中巴車身寬度為2.48米，司機在行車時需要小心翼翼，以免與停泊在路旁的車輛發生碰撞。因此其行車時間大幅增加，減低效率。17路線行經的新勝街、東望洋新街、連勝馬路、賈伯樂提督街等路段較為狹窄，有街坊表示，中型旅遊巴在過去行經上述街道時通行無阻，原因是旅遊巴使用窄身車型，如韓國現代AeroTown中型旅遊巴的車身也比現時海格及宇通中巴還要窄，旅遊巴行經上述街道並沒有受到停泊在街道兩旁的汽車所影響。在交通事務局成立之前，澳巴曾臨時調派日野HR1J 中巴在19路線上行駛，由於其車身相對較窄，只有2.3米寬，在行經連勝馬路時不受道路兩旁停泊的車輛影響（當時行車路面比現時更窄），能夠輕鬆通行。因此，有關當局需要尋找合適的尺寸的巴士行走舊區，並非是強迫對車型進行升級。[39]

駕十七路中巴似考牌
- 澳門日報在2月14日再次頭版刊登並形容為駕十七路中巴似考牌。17路線部分車輛改用中巴後，網上不時有行車受阻的照片。[40] 4月11日，該報紙第三次在頭版刊登，17線中巴客增兩成，有車長表示違泊改善行車順暢，但部分乘客投訴班次不穩並怨車長窄路開快，立法會議員李振宇倡第三方調研完善。[41]

- 其後，澳門日報在4月11日第三度頭版刊登新福利回應指，換中巴是一種有效提升舊區通行能力途徑，此舉非“一時興起”，一兩年前已在策劃部署。在交通事務局配合下，去年底至今年初先後拓寬羅理基天橋底圈頭位，道路寬度由4.4米增至6.8米；拓寬白鴿巢總站出入口，入口闊度由4.5米拓寬至6.7米，出口闊度由5.6米拓寬至6米；優化東望洋新街、新勝街泊位，前者道路闊度由3.2米增至3.6米，後者由3.3米拓寬至3.7米，已符合標準道路寬度3.5米。為何過去不行中巴？因以往電單車直泊位未改斜泊，街道狹窄、且有違泊情況，對車長造成壓力，經優化後道路拓寬、市民配合，現時中巴通行條件與小巴相若，雖中巴車身寬度較小巴增0.46米，但路面已相應拓寬0.4米。另方面，路面優化亦令使用者受益，尤其方便救急車輛、垃圾車等。路面經多重優化，通行條件與小巴相若。[32]

中巴卡在三盞燈
- 2021年4月3日，因竹林寺消防事件，連勝馬路部分路段需要臨時封閉，其間17路線需要臨時改道行入三盞燈。由於周邊道路更為狹窄，巴士行走時更為困難。[36]

- 交通事務局表示，為配合救援工作，17路線在現場警員指揮下臨時改為取道三盞燈，此僅屬個別情況。[42]

車位刪減 舊區難泊車
- 配合17路線換中巴，東望洋新街刪減16個汽車及電單車位、新勝街亦有刪減車位，以優化路面，引起車主不滿 [43]，新福利回應指華士古達嘉馬花園停車場增加4個私家車泊位和47個電單車泊位，以補充東望洋新街泊位需求。[32]

加密班次小巴足矣
- 澳巴車長林炎德曾經駕駛17路線，指出17路線車程長，駛經東望洋新街、賈伯樂提督街以至白鴿巢總站，有三成路線是窄路，駕駛中巴頗難控制。他住在東望洋新街，經常見有私家車停泊路邊，“如果人哋有少少頂住就過唔到，塞一塞唔只影響自己，係影響幾條街。”他建議加密班次取代改用中巴。當局還應在東望洋新街安裝閉路電視，減少違泊，同時騰出合適的地方供上落貨。

- 4月份，澳門日報表示再有市民反映中巴不適宜行駛狹窄道路，且行車速度不宜過快，建議多派幾部小巴取代中巴。

- 新福利回應指，因中巴較小巴載客增八成，日載客量增約兩成，其中長者、傷健人士增約三成，經行一系列道路優化措施，已見沿途泊車秩序及安全情況均有顯著提升，整體運作大致暢順，能滿足市民的出行需求。[27]

白鴿巢附近路況亂
- 新福利白鴿巢巴士總站的車長表示，17路線巴士由小巴轉中巴，車型增大，車長需要更留意路面情況。內街私家車亂泊情況嚴重，令原已狹窄的街道更窄。尤其新勝街近白鴿巢佳景附近，巴士駛過時，甚至與泊在道路旁的車輛相距不足“半個拳頭”，對車長的駕駛技術是一大考驗。為此，現時公司已逐步安排車長培訓，亦視乎載客量適度安排用小巴或中巴載客。[44]

行駛時間大幅增加
- 不少居民表示，17路線換中巴後，路線繞經其他塞車路段如三角花園、十月一日前地、高園街，拉長行車時間，降低效率，在舊區行駛速度減慢，總體行駛時間大增，而以往的小巴行走舊區時代能夠輕鬆快速通過。[39]

- 新福利在澳門日報回應指，中巴每班平均行車時間較以往增約2至3分鐘，行車速度降約百分之三，主因是乘客增加上落車時間增加、路線有所調整，認為屬合理。[32]

中小巴混合行駛班次不穩
- 新福利一月中旬嘗試以小、中巴混合行駛，不少市民向澳門日報反映17路線中、小巴車型混合行駛變相造成班次不穩定，導致巴士行駛情況混亂，有指每次等候至20-30分鐘仍未有巴士。[27]

- 新福利回應指，17路線中巴配車數已達九成，整體運作大致暢順，能滿足市民的出行需求，對於會否進一步轉用大巴，新福利稱暫無計劃將17路線轉以大巴行駛。[32]

乘客怨車長窄路開快
- 澳門日報表示，推動公交出行最重要是行車安全，不少市民認為17號轉中巴後車速不穩，冀恢復小巴行駛。近月有市民反映中巴行經賈伯樂提督街等窄路時，車長仍高速駕駛，乘客在車內感覺與兩旁行駛車輛距離極近。[27]

- 新福利回應表示非常重視行車安全，非常重視車長的駕駛行為，密切監察17路線升級車型後的運作及車長的駕駛情況，適時與車長交流及協調，並在相關路段放置宣傳牌及定期派員巡視路況。

巴士車長誤入車道
- 2021年4月17日晚上約7時39分，新福利一名車長駕駛17路線巴士行至雅廉訪大馬路與高地烏街交界時，疑記錯路口誤轉入高地烏街，車長意識誤入後已即時作出修正，其後恢復正常行車。

- 新福利表示高度重視有關事件，對於所引致其他道路使用者的不便，以及引起公眾的疑慮，新福利深表歉意，並已即時指派專責部門調取涉事巴士的行車記錄，並暫時停止有關車長的職務，配合警方作進一步調查。[45]

### 因道路工程改道引發的爭議
- 2022年8月12日，澳廣視澳門電台發佈的報道：以本線為例，在該年暑假期間的道路工程合共有原先途經的11個巴士站暫停使用，當中包括得勝馬路、東望洋新街鄰近仁伯爵綜合醫院、雅廉訪大馬路及賈伯樂提督街的沿線站點因道路工程影響而不停靠。很多市民要到達巴士站後才知道相關消息，有受訪的長者反映，只有乘坐本線才能回家，但現時多站停用的情況下，不清楚去哪裡搭車，需向現場巴士公司職員查詢；有市民認為不便，特別是提督馬路一帶工程較多，多個巴士站點受到影響；另有市民表示理解暑假期間道路工程較多，期望加快完工，儘量不要調整使用率高的巴士站。交通咨詢委員會委員黃萬濱受訪時建議，在同一路段儘量不要同時開展多項工程，減少對市民出行影響，他又舉例得勝馬路單向單線行車，不應停用路段所有巴士站，可適當保留。他又認為，本澳巴士線較多，未來要評估是否減少或合併部分重疊的路線，避免造成“塞巴士”情況。[46]

### 不停雅廉花園，致長者出行不便
- 2024年8月9日，羅彩燕議員書面質詢：日前，本辦事處接獲多名市民的對於本線的意見反饋，建議本線新增停靠「雅廉花園」站的需求。據悉，該站附近因多為長者居住及行動，此群體因身體條件限制，對公共交通的依賴程度較高，加上經常需要乘搭本線前往鏡湖醫院，需步行較長距離前往就近的站點乘坐。因本線不停靠「雅廉花園」站，導致該區長者出行不便，因此不少長者反映在有乘車需求，希望停靠該站。該訴求已反映給巴士公司，也經已得到回覆，表示將會現場評估停靠該站點的可行性，並與政府有關部門積極溝通協調，盡快解決此問題。

- 據巴士公司回應，相關站點設置未滿足新增停靠點。[47]

### 遊客與市民爭車坐

#### 市民不滿長時間在關閘停站等候遊客
- 在2025年2月3日早上，澳門市民盧小姐向澳門電台澳門講場節目反映，在當日08:00左右，本線在「關閘總站」出現同時停靠三部車輛等候乘客的情況，即使站外乘客仍在處理乘車付款問題，巴士仍然等候他們直至上車為止，竟停10多分鐘等遊客上車，使其新年首日返工遲到數分鐘，有機會被公司扣勤工獎。她認為這做法對車上市民不公平，並質問站長這個安排是否有問題，政府有什麼措施可以改善，導致市民對遊客出現反感，浪費市民的通勤時間。[48][49]

#### 非法旅行團占用巴士資源
- 2023年澳門旅遊業復常，有不少市民反映，目睹有團客在關閘一帶及亞馬喇前地等地方乘搭巴士，由於旅行團人數眾多，致使本地居民難上車。[50] [51]在2025年3月19日早上約7時45分，關閘地下巴士總站出現數十名戴著黃色帽子的團友，其中有沒有持合法導遊證牌的舉著旗織人士，在現場諮問市民那裏可乘車前往大三巴，隨後乘坐本線巴士前往。由於時間點正值上班上學繁忙時段，加上車型運載力有效，嚴重打擾市民及學生乘車。[52]
- 事後，旅遊局接獲業界的情報，指懷疑有非法旅行團在澳門活動。旅遊局根據提供的資料隨即派員跟進，並在議事亭前地發現有關旅行團。經現場調查後，對一名涉嫌非法從事導遊職業的人士提起實況筆錄，並進行後續行政處罰程序。由於該名人士亦涉及進行與旅客身份不符的活動，已交由治安警察局處理。[53]

#### 關閘宣傳最近大三巴路線
- 2025年3月30日唐嘉在澳門日報澳門街評論，小城的交通工具不均勻，巴士過份擠擁，居民乘搭巴士有愈來愈難勢頭。例如在關閘口岸的十七號巴士，在站前列明到大三巴牌坊最接近的站點，吸引內地旅客一湧而上，沿途本地人乘車卻大受影響。[54]

## 改善措施
站務員指揮中巴出站
- 自2021年4月新福利發生首宗涉及更換中巴，於白鴿巢總站出站期間發生的交通意外後，新福利便派出站務員指揮車長出站。

引入全低地台增程式電動中巴
- 對於居民反映中巴噪音大廢氣多，以及提升中巴車型後，巴士車廂後半部分台階較多不便市民乘車的問題，新福利因此特別為17路線引入海格全低地台增程式電動中巴，並且使用新型獨立懸掛，其轉彎半徑較舊中巴少，改善轉彎靈活度，在2021年11月逐步投入服務。

引入防溜車止退器
- 2021年11月，新福利歐五海格中巴發生向前衝鏟上行人路，撞及圍欄的意外，造成巴士車頭嚴重受損[55]，由於白鴿巢總站轉彎停泊位是以暗斜設計，新福利為避免中巴發出溜車意外，引進便攜式防溜車止退器，每當巴士停穩在總站後，車長就需要迅速地將防溜車止退器固定在左側後輪胎上。[56]

取消「賈羅布／葡京」站
- 由於更換中巴後，巴士需繞經友誼大馬路、廣州街、十月一號前地，折回至羅理基大馬路，行車時間大增。為加快路線運作效率及減少路線彎繞道，在分析客流後，本線在2022年5月28日起取消行經賈羅布大馬路、廣州街及十月一號前地，以縮短大部份乘客的出行時間。[10]
- 但亦有市民反映本線取消停靠「賈羅布／葡京」站不合理，新福利在網站上的個案研究中表示，公交服務需要保障大眾出行利益，同時也要考慮整體運營情況。經客流分析，於該站乘搭本線之乘客日均不到該路線總人次的1%，由該站至「南光大廈」站的區間行車時間卻佔全程行車時間約7%。為提升效率，因此取消該站。[57]

## 重大意外
- 1999年8月19日早上8時許，一名乘坐澳巴17路線（MC-40-87，車號︰K20）的小巴乘客（劉X泉，37歲），在慕拉士大馬路發電廠紅燈位時，被電單車上殺手取出手槍，朝坐於巴士內車後座玻璃窗旁的劉X泉連開四槍，玻璃被擊破，劉X泉則因不及防備當場中彈，倒於座位上死亡。[58]

- 2000年11月1日，澳門日報報導，一名居民在10月24日17:35沿高士德步行往二龍喉方向途經聖約翰托兒所前的一個路口，在綠色的行人步行指示燈亮起，橫過馬路數步之後，一輛行駛本線的巴士急促衝紅燈轉左，居民要全力向前一跳才能閃過。巴士在其背後不足半呎範圍擦過，差點就車死居民。[59]

- 2002年9月15日，一輛行駛中的澳巴本線在馬場北大馬路懷疑突然煞車，被尾隨收掣不及的貨車撞及巴士車尾。貨車司機傷勢嚴重，經搶救後不治，而巴士司機亦不適送院。[60]

- 2006年8月11日，澳巴本線一輛日野RX4JFKA在駛出漁人碼頭行車天橋時懷疑機件失控，司機不能將車剎停，巴士由行車天橋，沿畢仕達大馬路「逆向」衝行約200米，直至撞向松山隧道口隔鄰的變電站才停下。肇事巴士車頭嚴重損毀，因巴士失控時的衝力太大，令附近馬路的綠化區以及石礐都被破壞。事發時車上有2男5女，包括巴士司機及1名孕婦，意外發生後，其中4人輕傷，另外3人傷勢比較嚴重，一名傷者送院時昏迷，而巴士司機就夾在車廂內，需要由到場的消防人員利用工具將他救出。由於事件中由於傷者比較多，澳門警方及兩間醫院都啟動了災難應變措施。有關巴士在事故後因損壞嚴重，最終報廢。

- 2012年8月25日早上，一輛行駛本線的新福利小巴正在「連勝馬路／高士德」站埋站上落客，期間一輛尾隨的19路線澳巴小巴疑在超車時巴士的左邊倒後鏡撞及前車車尾擋風玻璃，整塊玻璃應聲碎裂，一名坐在車尾位置的女童被玻璃碎片擊中，受驚由救護車送院檢查。[61]

- 2025年3月8日下午，一輛行駛本線的新福利蘇州金龍KLQ6956GHEV增程電動中巴（車隊編號：HE59）在白鴿巢總站一帶冒出白煙。車長及站長使用滅火筒對冒煙位置做應急處理，消防接報到場戒備，確定沒有危險後離開現埸，期間並未出現網上所傳“巴士著火”現象。事發後，經新福利外修技術人員到場作初步檢查，判斷白煙從排氣管排出，排除電池問題。相關車輛調回維修車廠之後，經過詳細檢查，初步確定為渦輪增壓器機件故障，引至過量機油於排氣管燃燒所致，屬個別零部件損壞個案。[62]

- 2025年6月16日14:07，新福利一輛行駛本線的新福利蘇州金龍KLQ6956GHEV增程電動中巴（車隊編號：HE68）行駛至「愕斜巷／山頂醫院」站時，車輛右尾部有“白煙”冒出。車長立即疏散乘客，並向公司匯報並熄車等待候修，期間新福利安全員以及維修技工盡最快速度到場協助，亦有交通警員現場指揮交通，減少事件對路面的阻塞。相關車輛經過回廠檢查之後，初步判斷“白煙”為水箱水溢出，滴落在排氣系統上產生水蒸氣所引致。[63]

## 圖片集

### 澳巴時期
- Hino RX
- Hino RX

### 新福利時期
- 三菱Rosa
- 三菱Rosa
- 三菱Rosa
- 三菱Rosa
- 三菱Rosa
- 三菱Rosa
- 三菱Rosa
- 三菱Rosa
- 三菱Rosa
- 蘇州金龍KLQ6960GQE5
- 蘇州金龍KLQ6960GQE5
- 蘇州金龍KLQ6960GQE5
- 蘇州金龍KLQ6956GHEV
- 蘇州金龍KLQ6956GHEV
- 蘇州金龍KLQ6956GHEV
- 蘇州金龍KLQ6956GHEV
- 蘇州金龍KLQ6956GHEV
- 蘇州金龍KLQ6956GHEV
- 蘇州金龍KLQ6756GHEV
- 蘇州金龍KLQ6756GHEV
- 中通LCK6980SHEVG

## 外部連結
- （繁體中文）澳門新福利公共汽車有限公司官方網頁 （页面存档备份，存于）